# Kostel Všech svatých (Přeskače)
Kostel Všech svatých v obci Přeskače je památkově chráněný římskokatolický filiální kostel. Jedná se o drobnou pozdně románskou stavbu pocházející pravděpodobně z poloviny 13. století. Loď o čtvercovém půdorysu podpírají na západní straně dva opěráky a zakončuje ji apsida. Orientovaný kostel má vchod a tři okna na jižní straně. Loď kryje plochý strop a apsida je za vítězným obloukem klenuta. 
První písemná zmínka o kostele pochází z roku 1279. Ve věži se nachází dva zvony, menší je z roku 1996 a velký je patrně z roku 1479. Kvůli třicetileté válce kostel zpustl, což vedlo v druhé polovině 17. století k barokizaci interiéru, klenutí a věže, přičemž byl pořízen oltář s obrazem Všech svatých a kazatelna. 
K větším stavebním úpravám došlo na přelomu 19. a 20. století, během něhož proběhla oprava zdí kostela, zvětšení oken a zhotovení nového stropu, podlahy, lavic, dveří a kůru. Přibyl také krucifix a sochy svatého Josefa a Panny Marie. Interiér kostela byl rovněž barevně vymalován a oltář s kazatelnou renovoval Josef Krejčík, který změnil jejich původní kolorit z tmavě hnědé a zlaté na slonovinovou bílou a zlatou. Krejčík během opravy oltáře vyrobil nový svatostánek a mensu, včetně většinové části kazatelny, která má původní pouze jádro se sochami evangelistů, a sochu anděla s desaterem. V roce 2015 došlo k restaurování oltáře a o rok později také kazatelny, během kterého se jim navrátil původní kolorit a nové části vyrobené Krejčíkem byly s původními částmi barevně sjednoceny. Do stejných barev byly sladěny lavice restaurované roku 2019.

## Historie

### Od prvních písemných zmínek po třicetiletou válku

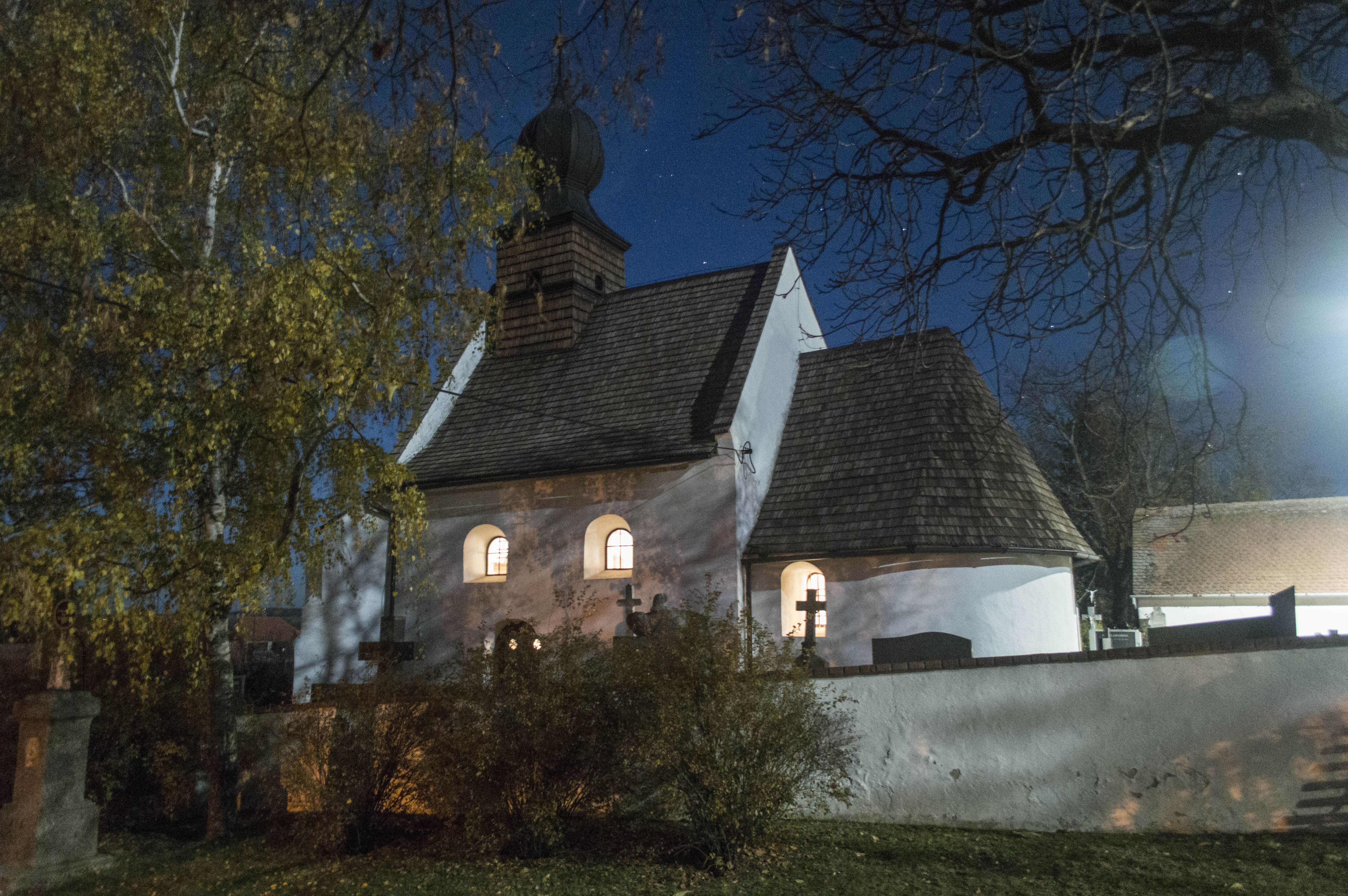
Pohled na kostel v noci

Založení kostela je nejasné, historikové však na základě stavebního typu a struktury zdiva datují kostel do poloviny 13. století. Kamenické prvky pro přesnější dataci schází. Farní kronika Běhařovic umisťuje založení až do 10. století. Nejstarší zmínka v písemných pramenech je ovšem až z roku 1279, v níž je doloženo, že Martin z Přeskač (de Priezer) prodal se svolením svých bratří část dědictví a dvě části patronátu kostela v Přeskačích Hermannu von Braunshorn, představenému řádu johanitů. Jednu část patronátu si nadále ponechal. Statky se tak dostaly do správy komendy v Horních Kounicích. Vlastnictví patronátu dokazuje, že kostel byl nejspíše založen samotnými bratry nebo jejich předky.
Další zmínkou o kostele je listina z 23. května 1314 johanitského komtura z Horních Kounic Jindřicha z Braunecku, ve které je uveden jako svědek přeskačský plebán Walter. Jeho nástupcem se stal Mikuláš, o němž je záznam v listině z 1. února 1325, kde je dosvědčeno, že před smrtí odkázal část majetku johanitům. Dne 19. listopadu 1341 se v Moravském Krumlově Fridrich z Přeskač, se svolením svých bratrů, zřekl všech nároků na statky v Přeskačích, ve prospěch převora johanitského řádu Havla z Lemberka. O uvedené majetky vznikl nedlouho poté spor mezi Fridrichem z Přeskač a komturem johanitů Mikulášem z Wildungsmaueru. K rozsouzení sporu došlo listinou z 6. března 1347 s tím, že Mikuláš postoupí beneficium Přeskač Fridrichovu bratru Stanislavovi s tím, že po jeho smrti připadne opět komendě. Nedlouho poté se Stanislav z Přeskač, jako plebán, 23. dubna 1347 zřekl všech nároků na dvůr, desátek a požitků ve vsi, což přislíbili i bratři Stanislav a Děpold. Během husitských válek došlo k poškození kostela. V následujícím období byly Přeskače majetkově rozděleny mezi vícero šlechticů.
Další ze změn týkajících se kostela nastala roku 1468, kdy došlo ke konfliktu mezi králem Jiřím z Poděbrad a uherským králem Matyášem Korvínem. Během něj bylo opevněné sídlo Bočka Suchého Čerta z Kunštátu (bývalá řádová komenda v Horních Kounicích), jenž stál na straně husitského krále Jiřího, obleženo znojemskými měšťany, kteří jej patrně dobyli. Král Matyáš se měšťanům odměnil a listinou z 6. října 1468 přiřkl Znojmu statky Bočka, mezi které patřil i johanitský díl Přeskač.
V roce 1506 Jan z Veitmile připsal několik statků včetně Horních Kounic a Přeskač i s patronátem kostela (původně johanitský díl) své švagrové Anně z Kamenné Hory jako věno, které měla dostat při sňatku s jeho synem Ladislavem. Anna však nedlouho poté v roce 1517 předala tento majetek Šebestiánovi z Veitmale na Chomutově a ten jej obratem postoupil Janovi z Petrovce, proti čemuž se bezvýsledně ohradil komtur starobrněnských johanitů Jiřík Florštet. Po Janovi zdědili statky synové Jiřík, Zikmund a Jošt. Roku 1530 je zmíněn přeskačský farář Prokop, který pohnal Zikmunda Višňovského z Petrovce za zadržování desátků a dalších požitků majetku. Část Přeskač s patronátem zdědil po Zikmundovi jeho syn Jindřich, po něm jeho dcery Anýžka a Barbora. V roce 1586 prodala Barbora Višňovská z Petrovce své dědictví, včetně patronátu přeskačského kostela, Janu Lhošlovi Brtnickému z Valdštějna na Polici, jehož ženou byla Eva Tavíkovská z Tavíkovic. Po smrti Lhošla Brtnického připadl majetek jeho ženě Evě, která se později vdala za Jiřího Kryštofa Teufela z Gundersdorfu.
Patronátní právo kostela je v 16. století stabilně uváděno v zemských deskách s původním johanitským dílem vsi, z toho však nevyplývá jestli byl kostel využíván nebo k jaké církvi kněz patřil. Jelikož majitelé vsi, Zajímači z Kunštátu, se přikláněli k husitství a Brtničtí z Valdštejna k luterství, je možné, že obyvatelé Přeskač se účastnili nekatolických bohoslužeb. Na kostel si však stále činila nárok římskokatolická církev, protože se přeskačská fara objevuje v soupisu farností znojemského arcijáhenství z roku 1600, kde jsou Přeskače uvedeny jako filiální.
Po smrti Jiřího Teufla zůstaly dluhy, a tak byl roku 1609 jeho majetek včetně patronátu kostela prodán Jiříkovi Hodickému z Hodic na Plavči a Rudolci. V této době převažovalo nekatolické obyvatelstvo, což vyústilo roku 1616 ve zrušení katolické fary v Běhařovicích, která byla po obnovení katolické víry řízena z Horních Kounic až do jejího obnovení roku 1673 (děkanství jaroměřické). Podle listiny z báně kostela došlo roku 1617 k opravě zdi a střechy. Mnoho nekatolíků patřilo k novokřtěncům (habáni), kteří byli po bitvě na Bílé hoře potíráni a následně vypovězeni ze země. Avšak Marie Anna z Hodic, tehdejší majitelka tavíkovického panství, ke kterému Přeskače patřily, novokřtěnce podporovala. Tím se dostala do sporu s kardinálem Františkem z Ditrichštejna, který jí 31. ledna 1625 rezolutně nařídil, aby všichni nekatoličtí predikanti zanechali činností a opustili zemi, ale ona nařízení neuposlechla. Roku 1628 kardinál dále vytkl Marii Anně, že znemožnila konat katolické bohoslužby Adamu Chalupiusovi v Běhařovicích. Dne 6. února dalšího roku hraběnka z Hodic prodala své panství, včetně Přeskač a kostelního patronátu, rytíři Ondřeji z Ostešova.
Během třicetileté války nebyl kostel kvůli rekatolizaci nejspíše využíván, přesto deskový zápis z předešlého prodeje roku 1629 stále hovoří o kostelním podacím. Do té doby měl kostel údajně faru v domě č. 10 (po přečíslování 22). Nevyužívání kostela podporuje soupis farností znojemského arcijáhenství přibližně z roku 1630, kde již přeskačský kostel není uveden. Dále podle vizitační zprávy z roku 1657 byl kostel znám původně jako samostatný farní, ale tehdy již považován za filiální k běhařovickému. Pisatel v listině poznamenává, že kostel je pouhou kaplí, jelikož k němu nejsou řádné příjmy, nesloužily se v něm žádné bohoslužby s výjimkou svátku Všech svatých, po třicet let je bez faráře a budova je značně zchátralá.

### Období po třicetileté válce

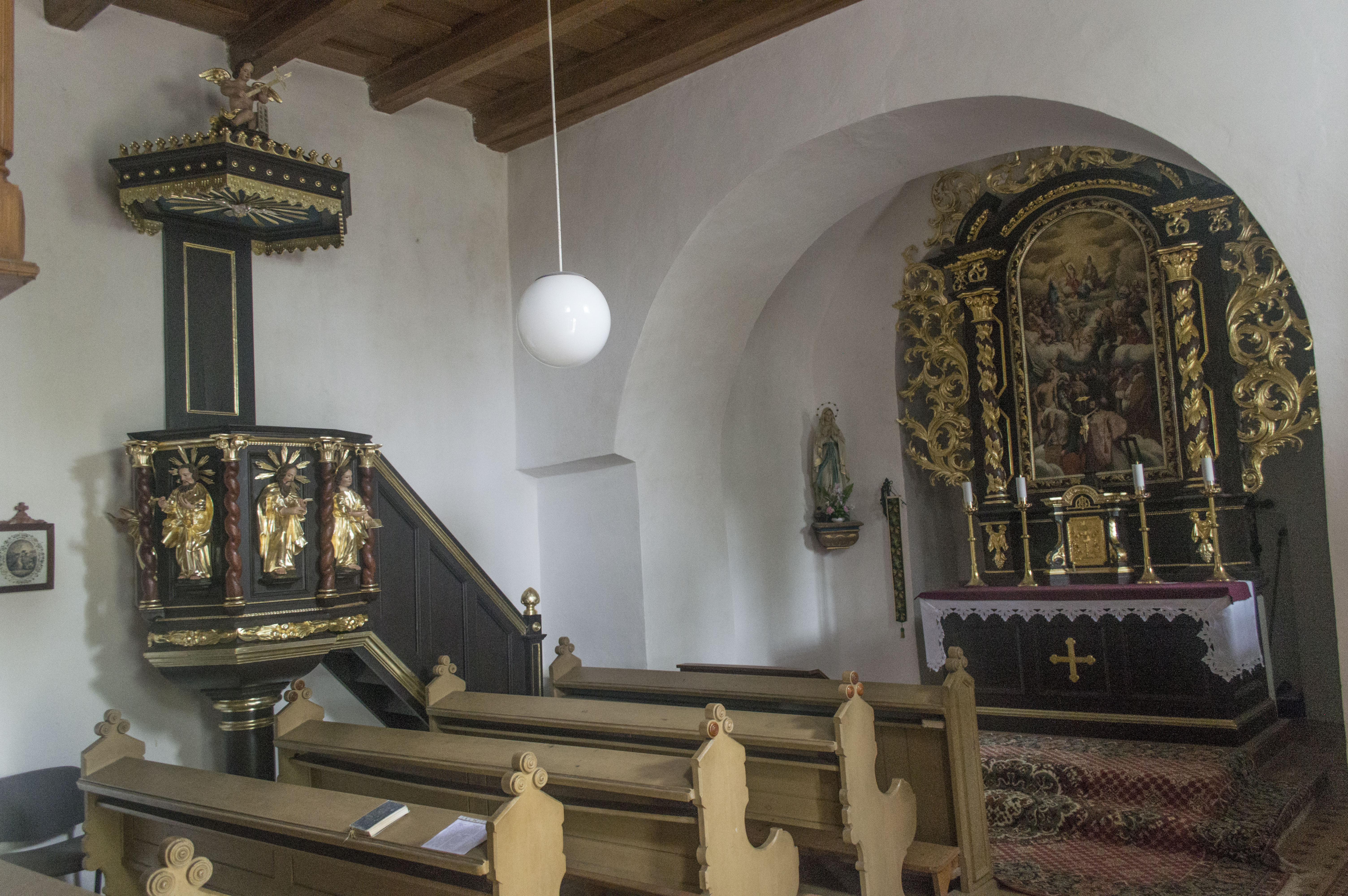
Interiér kostela s lavicemi, restaurovaným barokním oltářem a kazatelnou

Po rytíři Ondřejovi z Ostešova dědil panství roku 1651 jeho syn Mikuláš Hynek, po jehož smrti prodala vdova Marie Kateřina panství roku 1679 hejtmanu Michaelu Václavovi hraběti z Althannu. Ten jej prodal roku 1685 Janu Maxovi rytíři Kobylkovi z Schönwiesenu. Kostel prošel několika stavebními úpravami, a to zejména barokními v druhé polovině 17. století. Z této doby pochází jádro oltáře, obraz, kazatelna (dochovaná pouze část), cibulovitá báň věže a nejspíše také zaklenutí presbytáře a apsidy. Podle jaroměřické děkanské matriky z roku 1671 a farního zápisu z roku 1691 měl kostel v majetku tři oltáře, stříbrný kalich, dva zvony a několik pronajatých krav, které dal k dispozici tamější statkář. Ještě do roku 1935 se v kostele nacházely tři liturgické knihy, Misale romanum z roku 1629, Missae sanctorum z roku 1693 a benátská Missae agenda defunctorum z roku 1708. Z kostela také možná pochází český homiliář z přelomu 16. a 17. století, jenž je dnes v soukromém vlastnictví.
Po Janu Maxovi rytíři Kobylkovi z Schönwiesenu dědil syn Ignác Felix, který statek zanechal manželce Terezii, a ta jej darovala bratrovi Josefu Kotulínskému rytíři z Kotulína. Ten statek roku 1738 prodal Jiřímu Gottfriendovi rytíři von Koch, po jehož smrti roku 1746 celé panství držel syn David Jindřich Josef. Po jeho smrti roku 1746 spravovali panství střídavě jeho synovci, až nakonec starší Gottfried upadl do dluhů a panství vydražil. Novým majitelem se stal v dubnu 1790 Friedrich z Fürstenbergu a po jeho smrti roku 1815 připadlo panství vdově Josefě hraběnce ze Žerotína.

### 19. až 21. století
Do 19. století spadá první rozsáhlejší rekonstrukce, kdy byl kostel v letech 1830-1831 opraven a na náklady místních obyvatel postavena kolem kostela nová zeď. Na oltářním kameni se nachází konsekrační listina ze dne 4. srpna 1896, kdy požehnal hlavní oltář biskup František Saleský Bauer. K další významné opravě došlo roku 1904. Obecní výbor rozhodl o započetí opravy kostela, dobrozdání o jeho stavu pak podal konzervátor Adolf Sterz ze Znojma. Farní kronika Běhařovic pak uvádí, že oprava se uskutečnila na přání hraběcího faráře Pavla Huyna, který se posléze roku 1904 stal brněnským biskupem. Během této opravy došlo k nabarvení a pozlacení oltáře, opravení svatostánku, mensy, stupně a kazatelny. Byla pořízena nová dlažba, zvětšena okna a dveře, zhotoven nový strop a kůr, lavice a vstupní dveře, zazděn byl také vchod do krypty pod kostelem, který se nacházel pod vítězným obloukem. Zvětšení oken povolil Huyn pro lepší prosvětlení kostela, tvar oken a dveří měl zůstat stejný. Vnější zeď prošla rekonstrukcí a interiér natřel a vymaloval malíř Trauer ze Znojma. Stolařské práce zajistil J. Čadílek z Tavíkovic a renovaci oltáře a kazatelny provedl Josef Krejčík z Prahy, přičemž na baldachýnu kazatelny se navíc podepsali Karel V. Vaňas a Rudolf Tůma, v soše anděla s desaterem je napsáno malíř Antonín HANUŠ z Uherského Ostroha, opraveno r. 1904 v Praze. Podoba interiéru z doby této opravy se dochovala na malbě neznámého autora. Menší oprava zdi proběhla v roce 1923. V roce 1929 došlo k elektrifikaci obce a nejspíše i kostela.

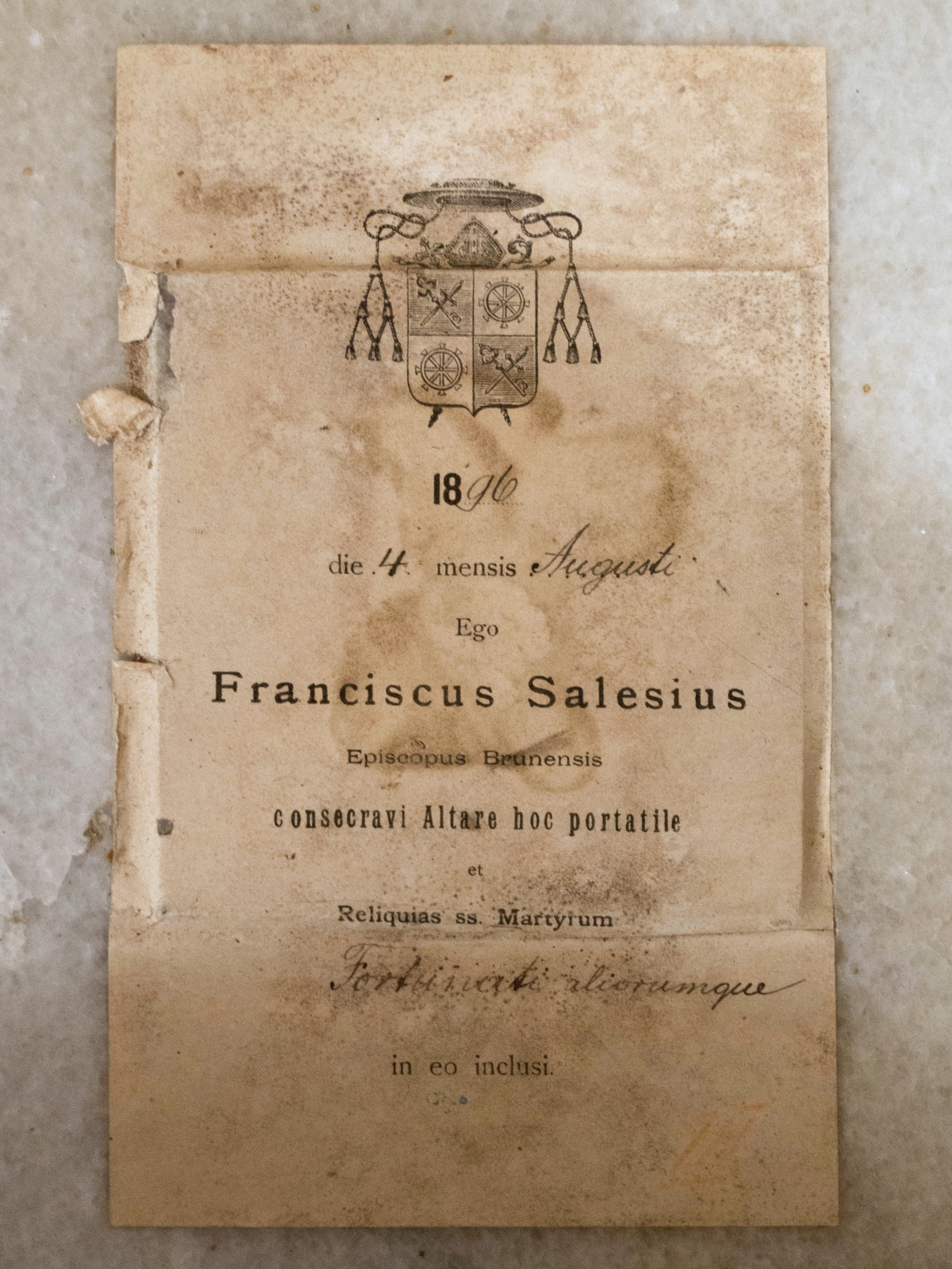
Konsekrační listina z roku 1896
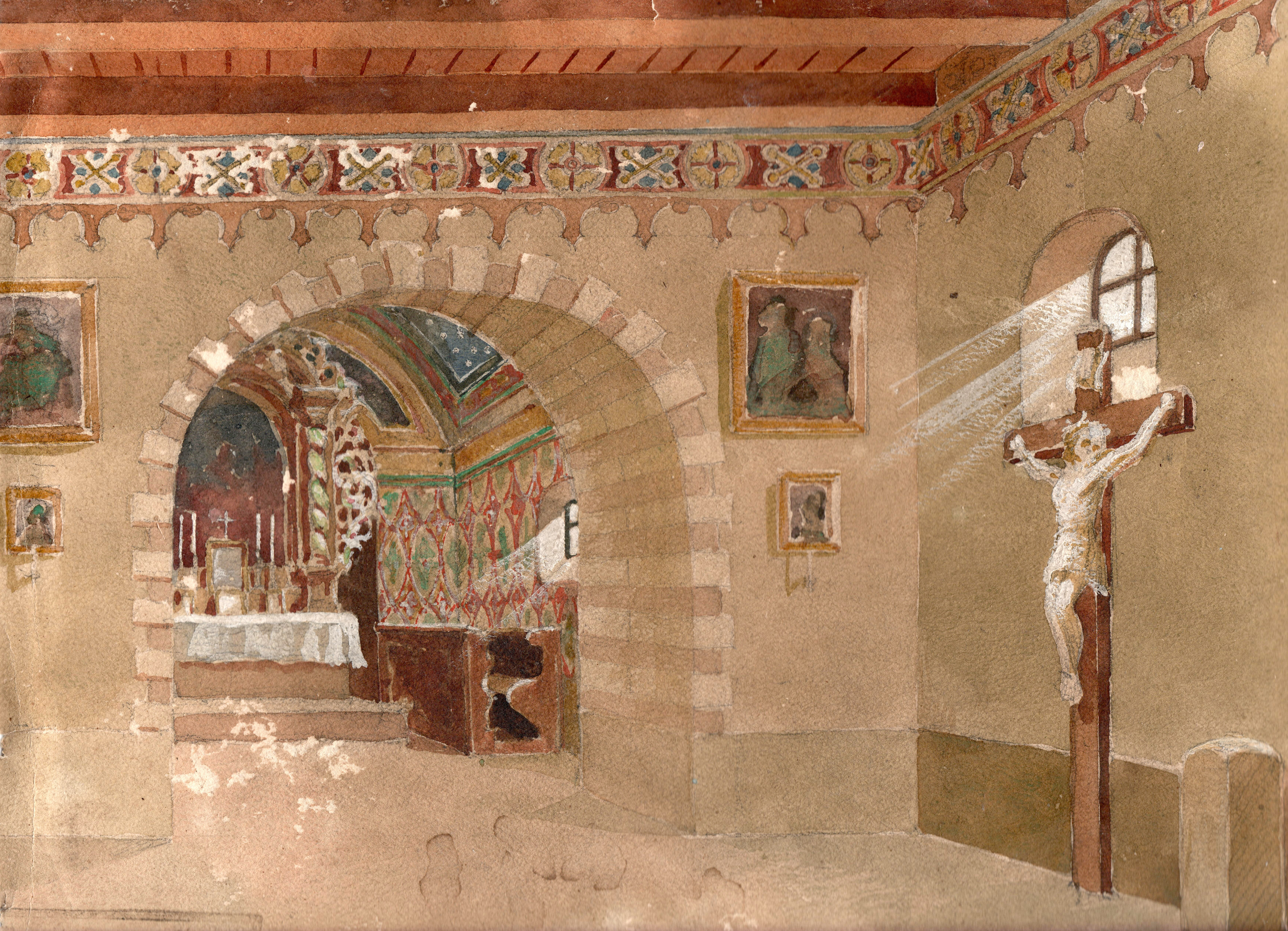
Malba interiéru kostela někdy kolem roku 1904 od neznámého umělce
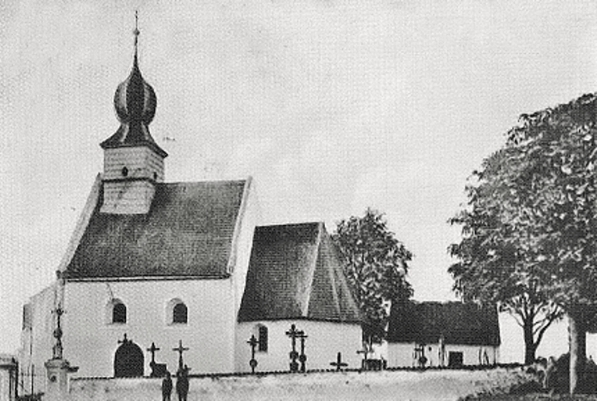
Fotografie kostela asi z roku 1916
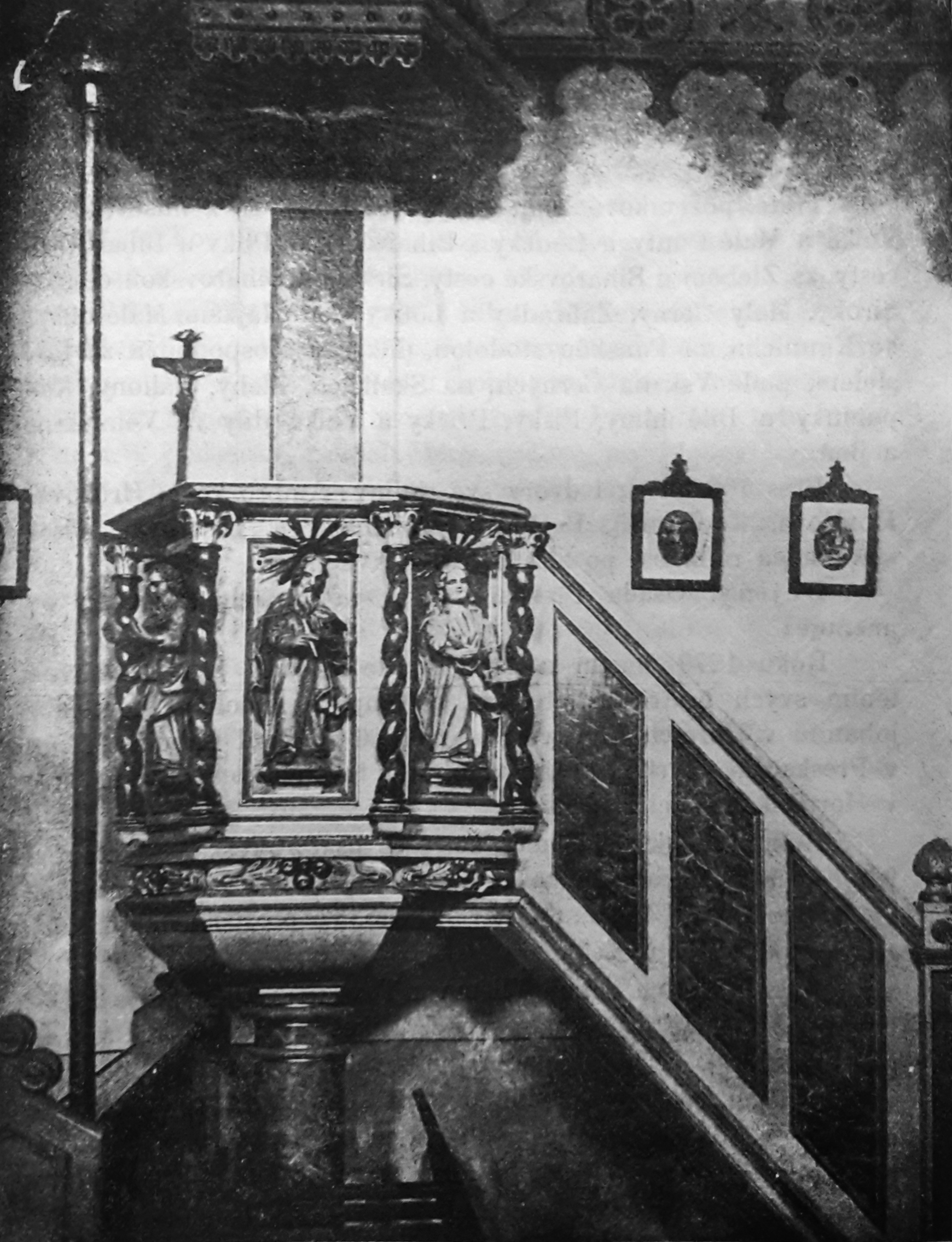
Kazatelna na fotografii z roku 1916, kde je viditelná ferula a původní kříž ze svatostánku
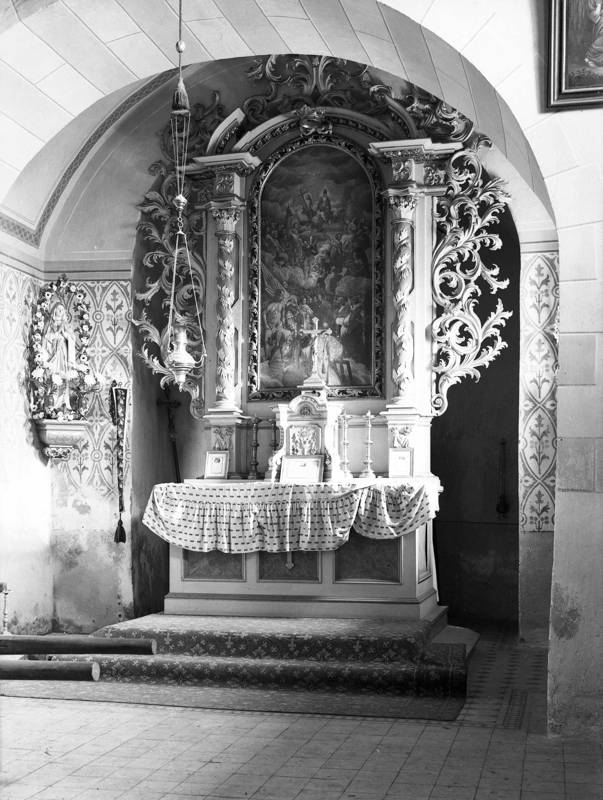
Fotografie interiéru z roku 1922
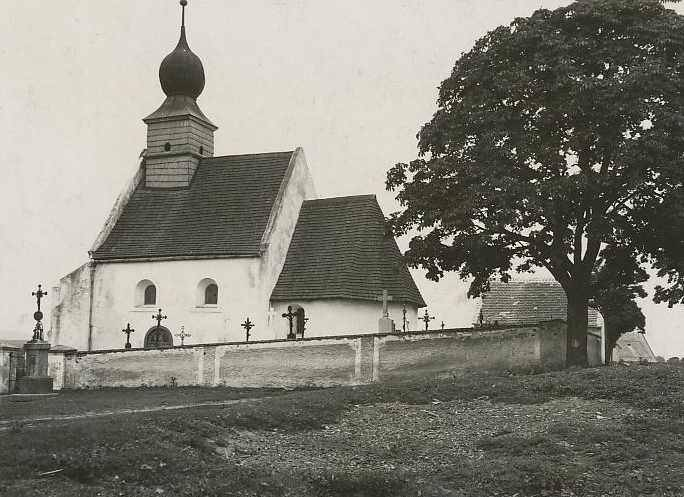
Kostel ve 20. letech 20. století
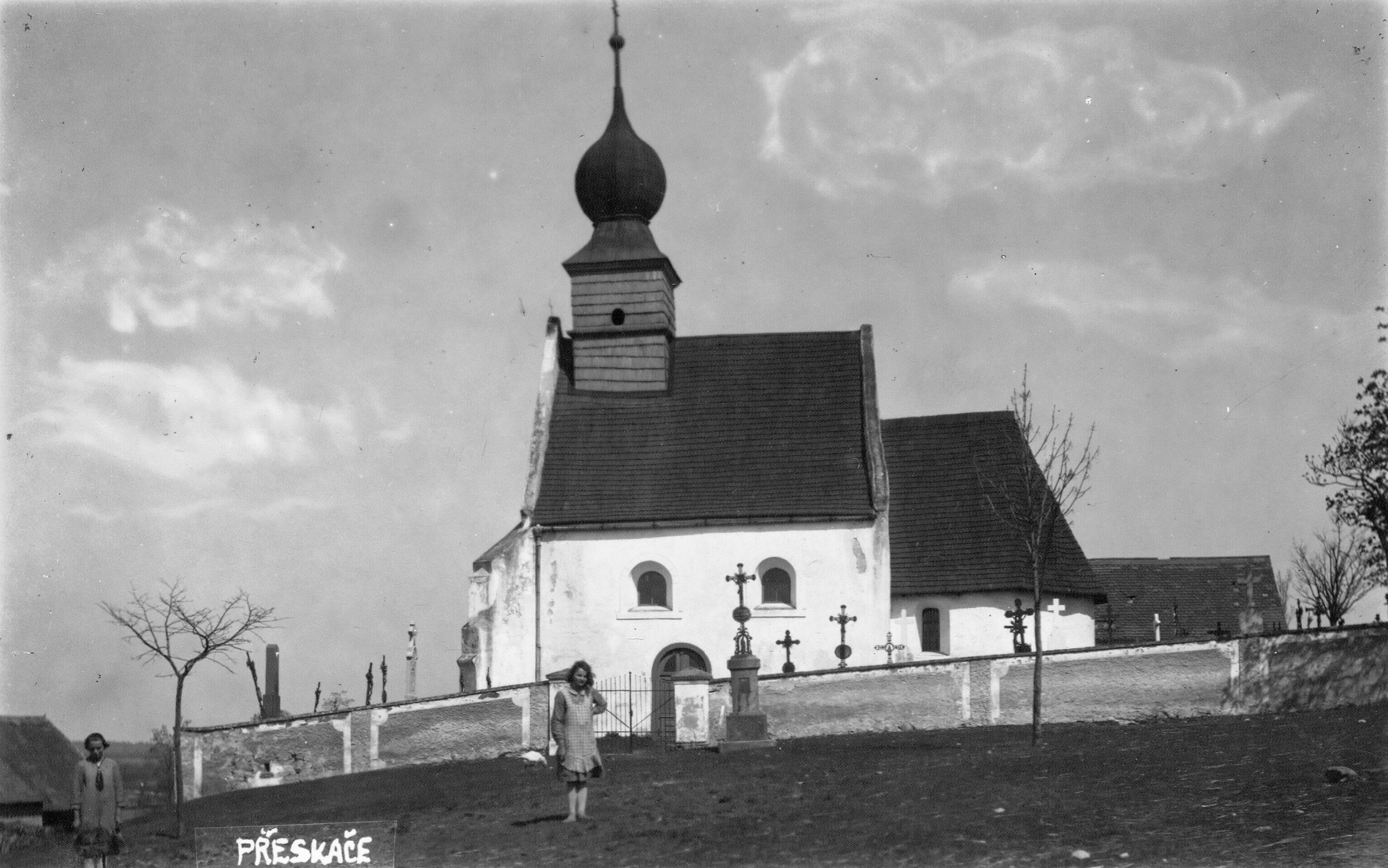
Meziválečná fotografie, asi rok 1932

Roku 1932 po převedení kostela do majetku obce došlo k další opravě. Během ní Václav Hůrek z Běhařovic a František Novák z Hrotovic nově vymalovali interiér a následující rok byla šindelová střecha natřena dehtem a věž fermeží (A. Kozdas z Přeskač a klempíř Ouroda z Běhařovic). V roce 1966 proběhla další oprava, tentokrát pod dozorem památkového ústavu, který trval na obnově šindelové krytiny, jež pochází z Trnavy. Při obnově provedli tesařské práce A. Kozdas, Pelán a Janda z Přeskač, Bartůšek z Tavíkovic a Macek z Dobronic, zednické práce provedli J. Pelán, Karlín, Navrátil, Urban, Venuta a Novák z Běhařovic, klempířské práce provedl R. Ouroda z Běhařovic. Došlo k opravě krovu, omítky a také zlacení (provedl učitel Pergr z Vémyslic). Přibyl i komín, odstraněný z estetických důvodu při další opravě. Kostel je památkově chráněn od 12. února 1973. Další menší opravě se uskutečnila v roce 1991, během níž došlo k položení měděného plechu na báni věže, opětovnému natření šindele karbolinem a také opravení hřbitovní zdi a márnice. V roce 1993 restauroval renesanční náhrobek Petr Roztočil, který byl přemístěn do interiéru kostela kvůli ochraně před erozí. O tři roky později zaplnil nový zvon místo v roce 1923 zrekvírovaného zvonu. V roce 2015 byl oltář restaurován a puristicky sjednocen do původního barokního koloritu (tmavohnědá a zlatá) pod vedením akademického malíře Jana Knorra. Na restaurování se podíleli studenti a absolventi vyšší odborné školy restaurátorské v Brně a Restaurátorský ateliér RR. O rok později byla stejným způsobem restaurována kazatelna. Roku 2019 byla natřena střecha karbolinem a renovovány lavice, které získaly stejný kolorit jako oltář a kazatelna.
Kostel je v majetku obce a je občasně užíván k bohoslužbám.

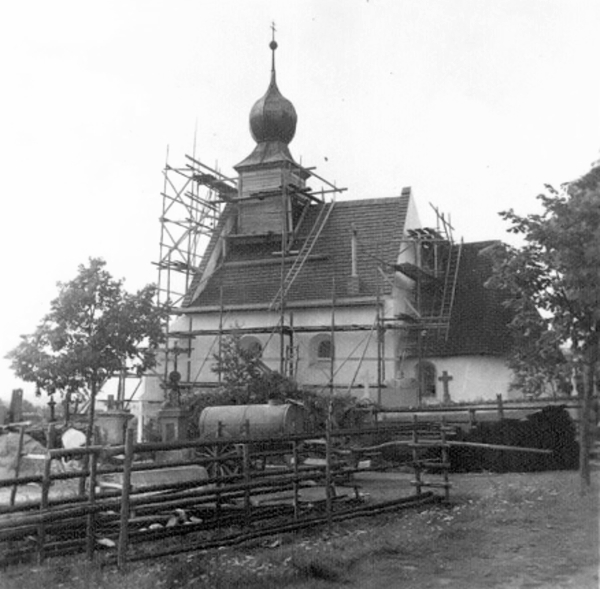
Oprava v roce 1966, jižní strana
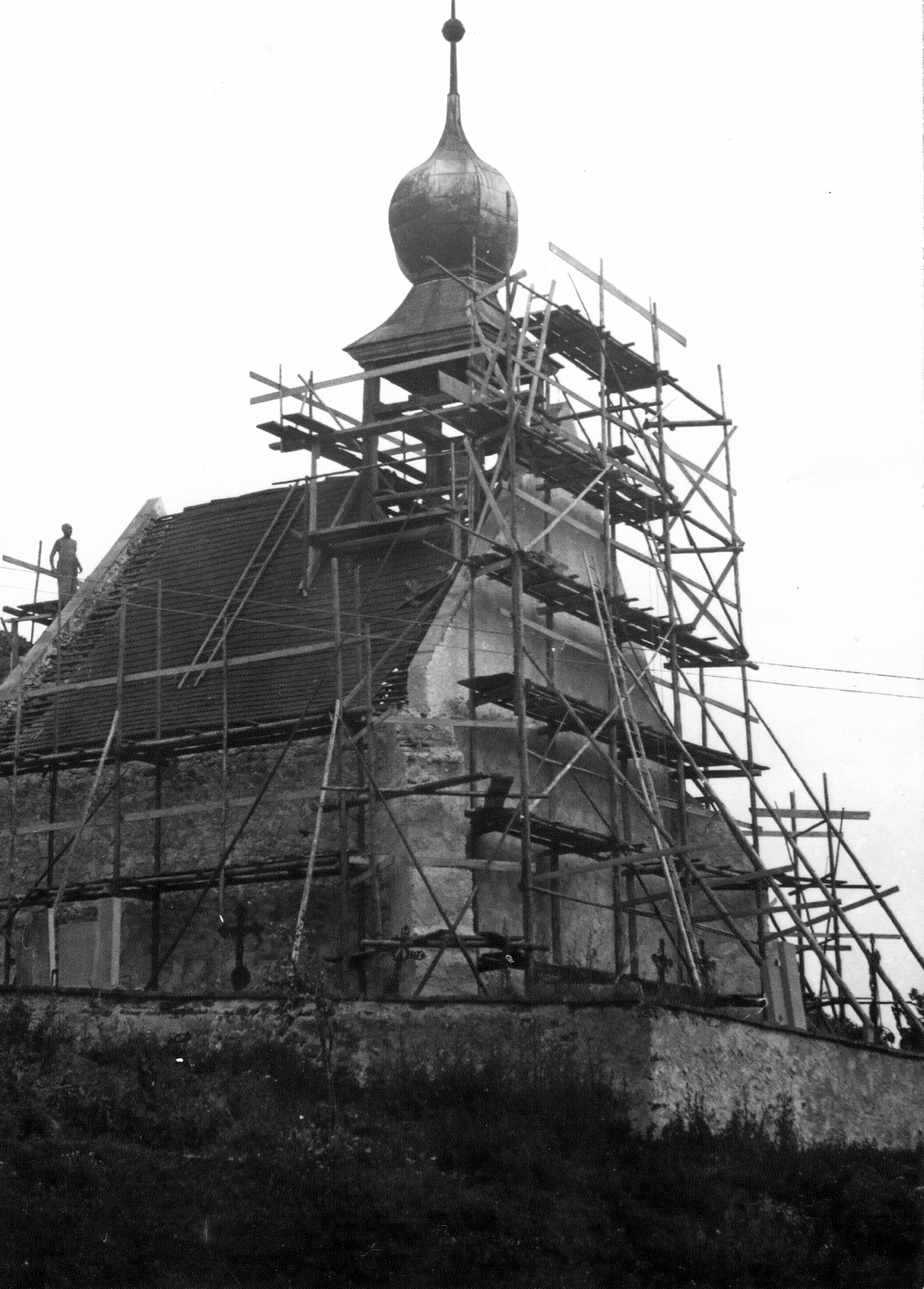
Oprava v roce 1966, severozápadní pohled
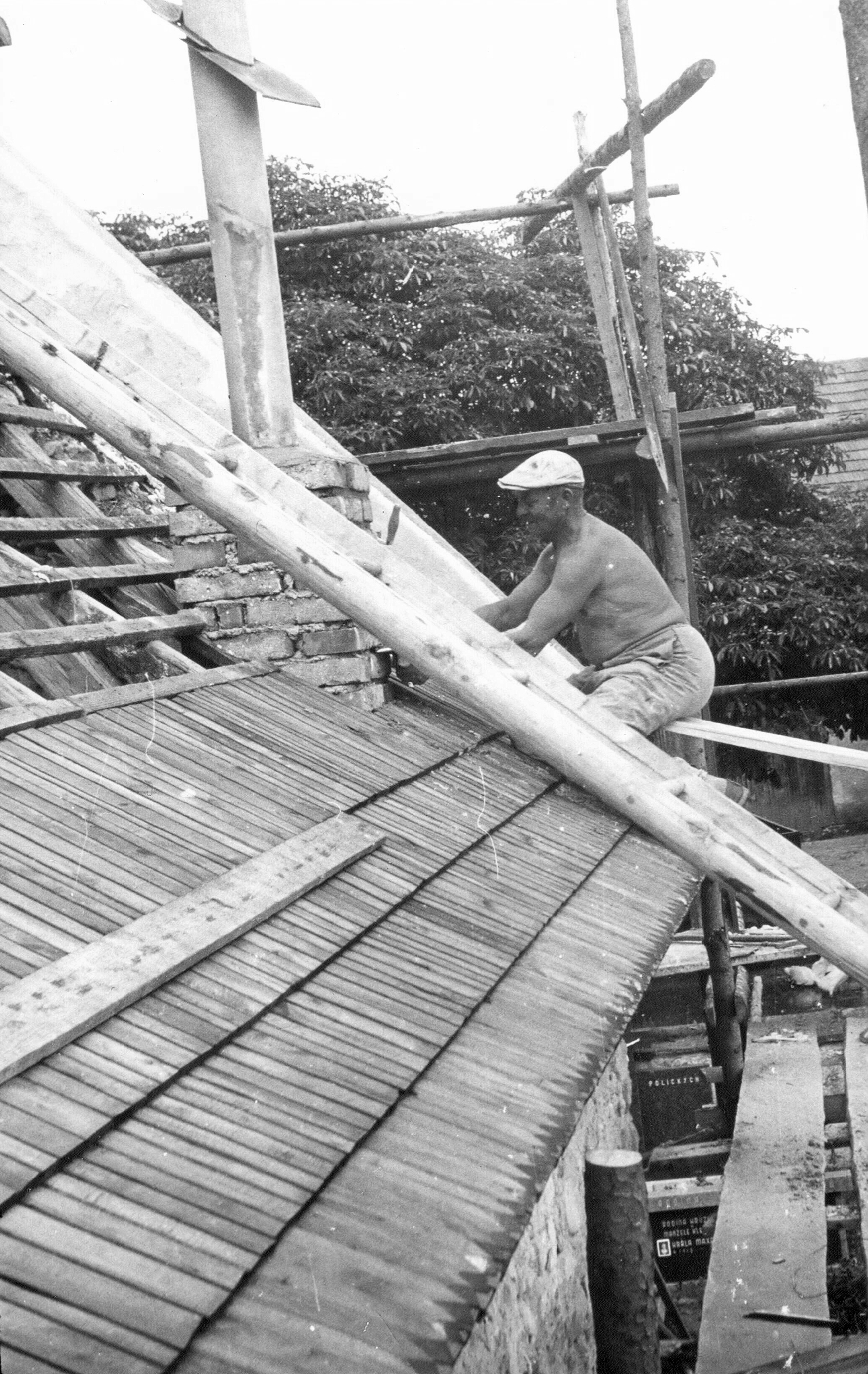
Oprava v roce 1966, střecha
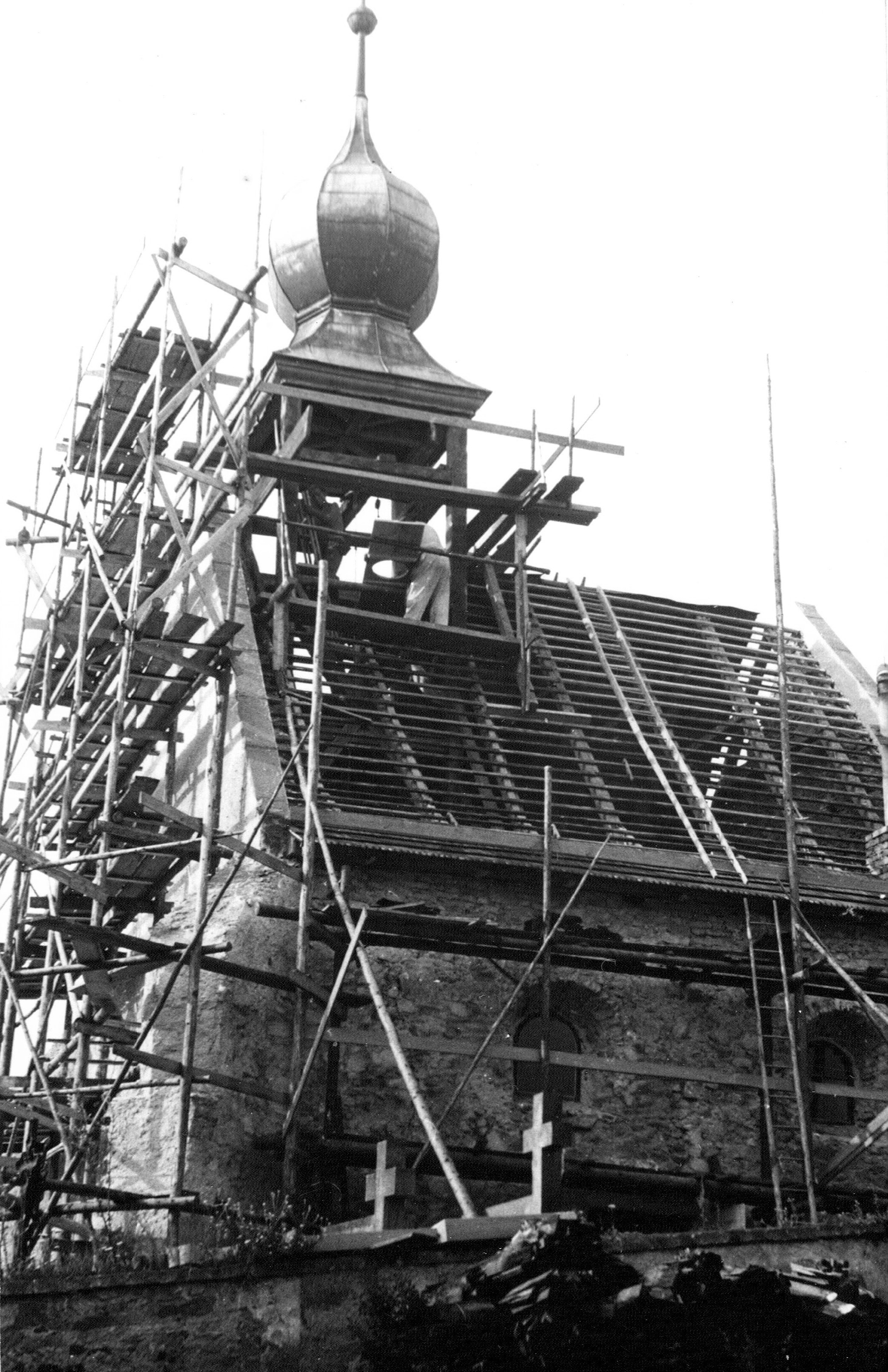
Oprava v roce 1966
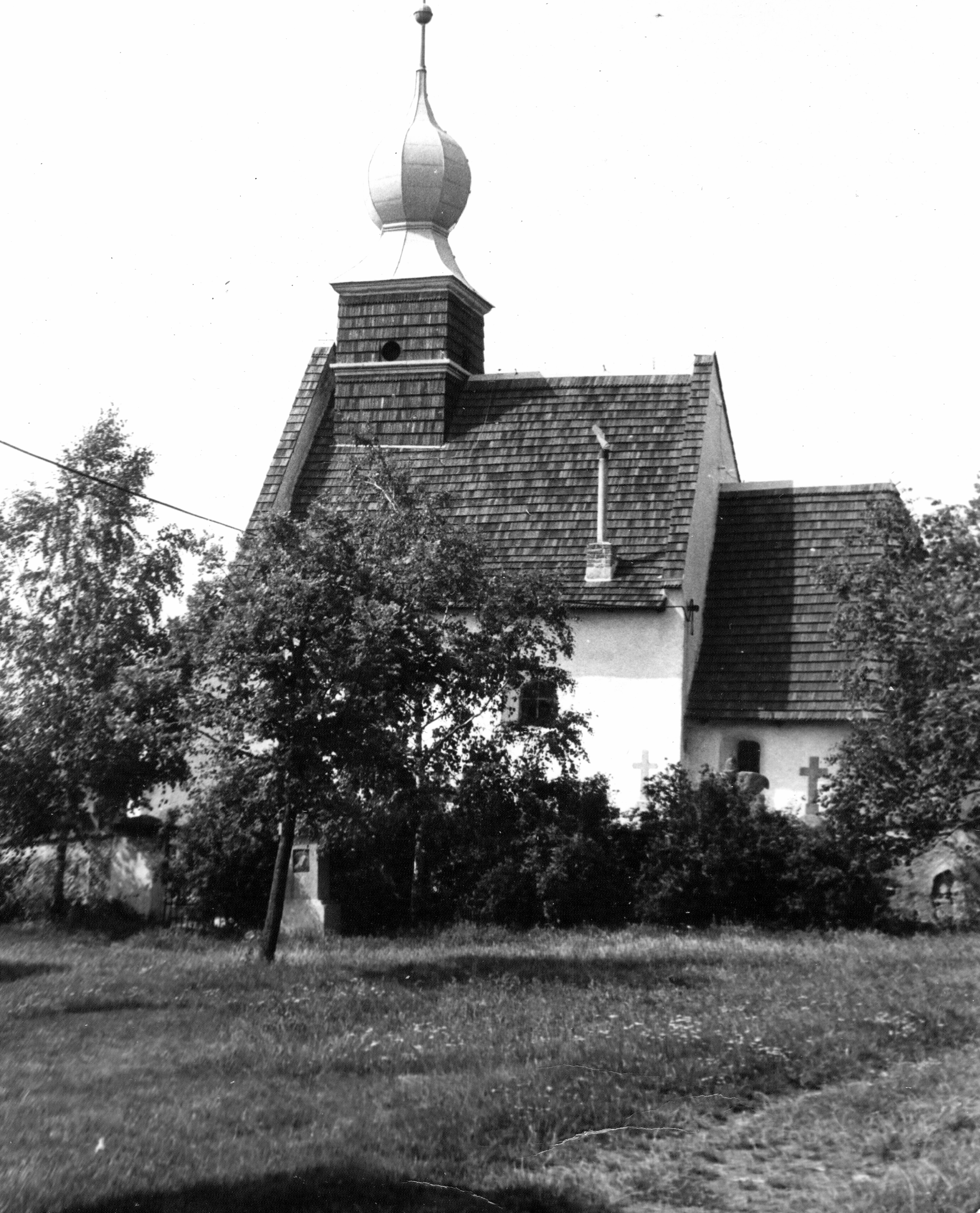
Po opravě v roce 1966
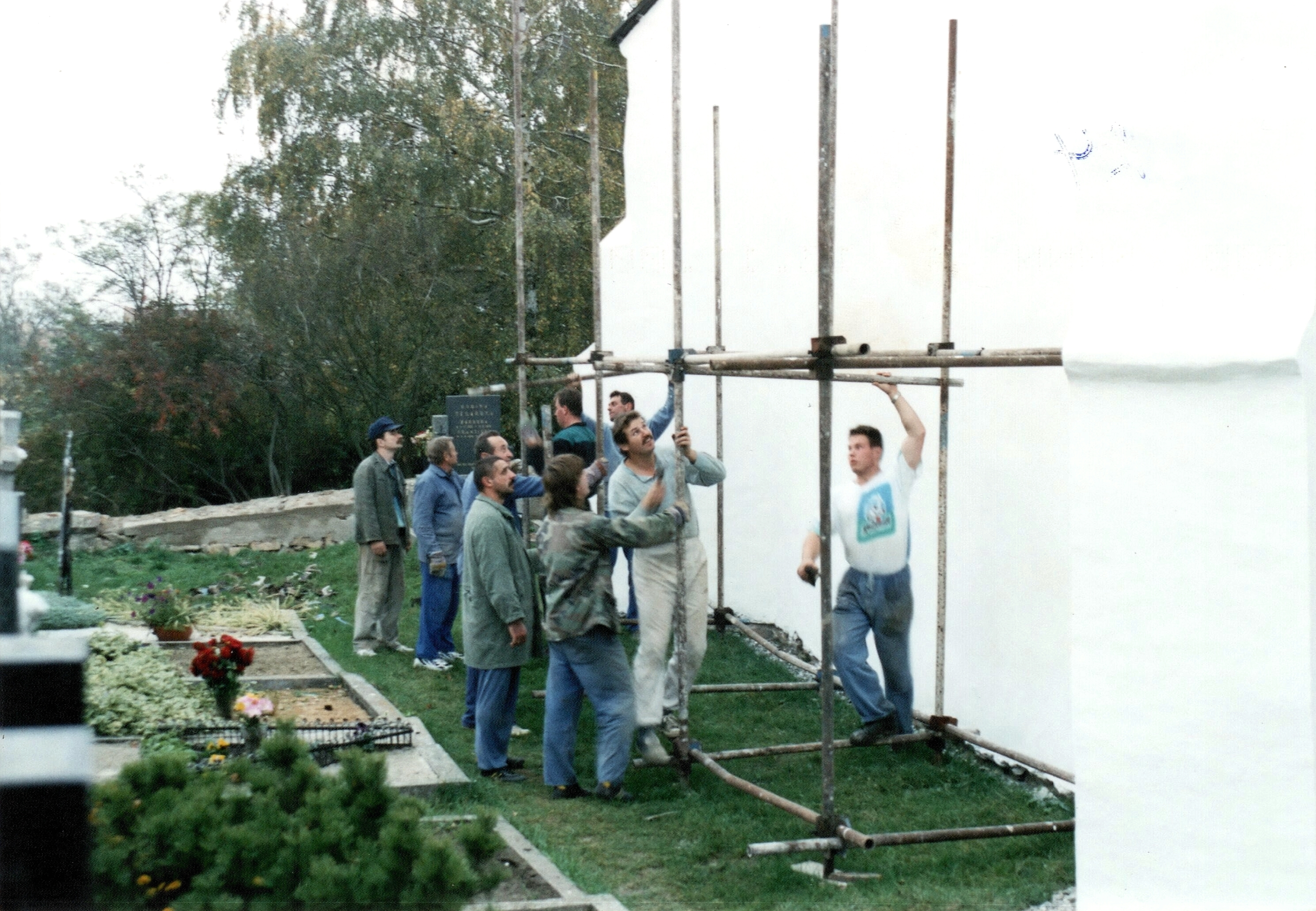
Oprava fasády v roce 1991
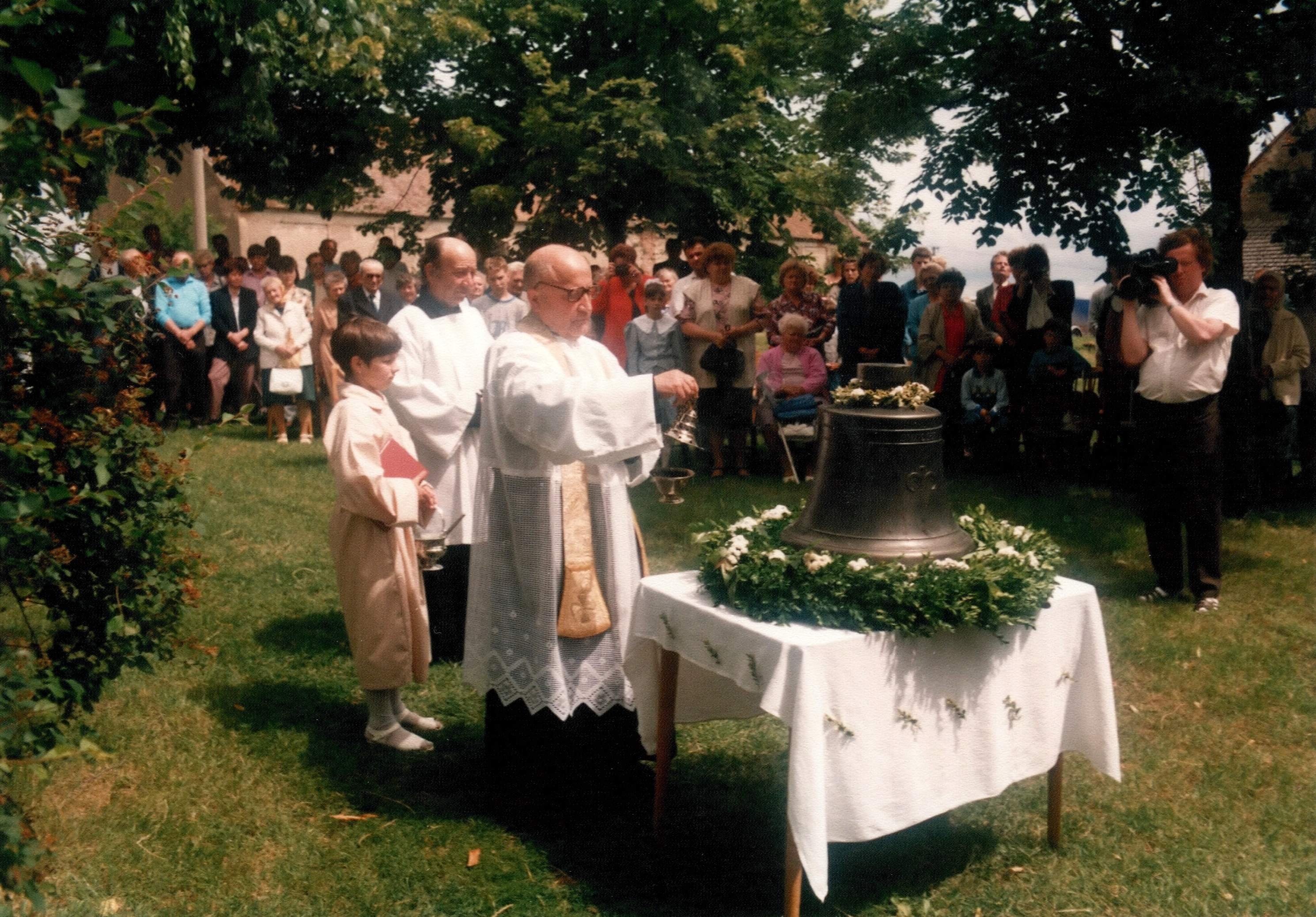
Žehnání nového zvonu roku 1996
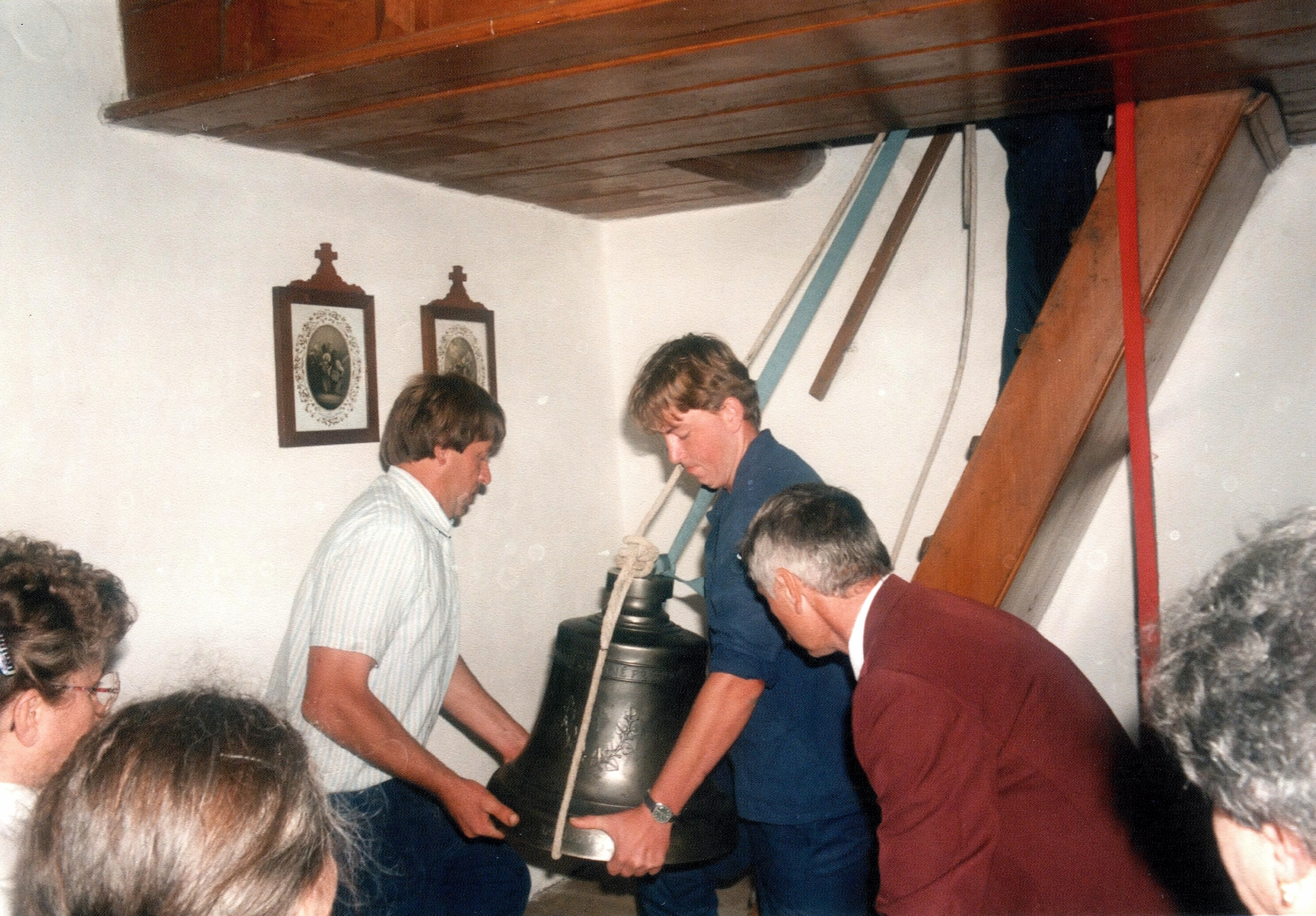
Nesení nového zvonu do báně

### Zasvěcení
Kostel je běžně znám s patrociniem Všech svatých, avšak historiky bylo uváděno původní zasvěcení sv. Václavovi, které se mělo změnit ke Všem svatým. Podle Libora Jana tento fakt nelze ověřit a všechny dostupné prameny potvrzují původní patrocinium Všech svatých. Nicméně tato mýlka byla využita při návrhu obecního znaku a vlajky, ve kterých jsou zobrazeny klasy jako atributy svatého Václava.

## Popis

### Exteriér
Kostel je prostou pozdně románskou jednolodní orientovanou stavbou s rustikálním charakterem. Loď má téměř čtvercový půdorys o délce 6,64 metru, šířce 6,45 metru a výšce 4,68 metru. Za vítězným, polokruhově klenutým obloukem navazuje valeně prodloužená apsida. Západní stěnu na stranách ohraničují mohutné, kosé a třikrát odstupňované opěráky, které jsou nejspíše výsledkem opravy. Vchod je umístěn na jižní straně, nad ním jsou dvě půlkruhově zakončená okna, která byla v minulosti rozšiřována. Další okno se nachází také na jižním boku apsidy, na východní straně apsidy je pouze nika (patrně zaslepené okno). Ze severní strany kostel nemá žádná okna. Stěna lodi je široká 1 metr, v apsidě 0,85 metru. Střecha je sedlová a pokrytá šindelem. Na západní straně ční věž s barokní cibulovitou bání.

Půdorys kostela
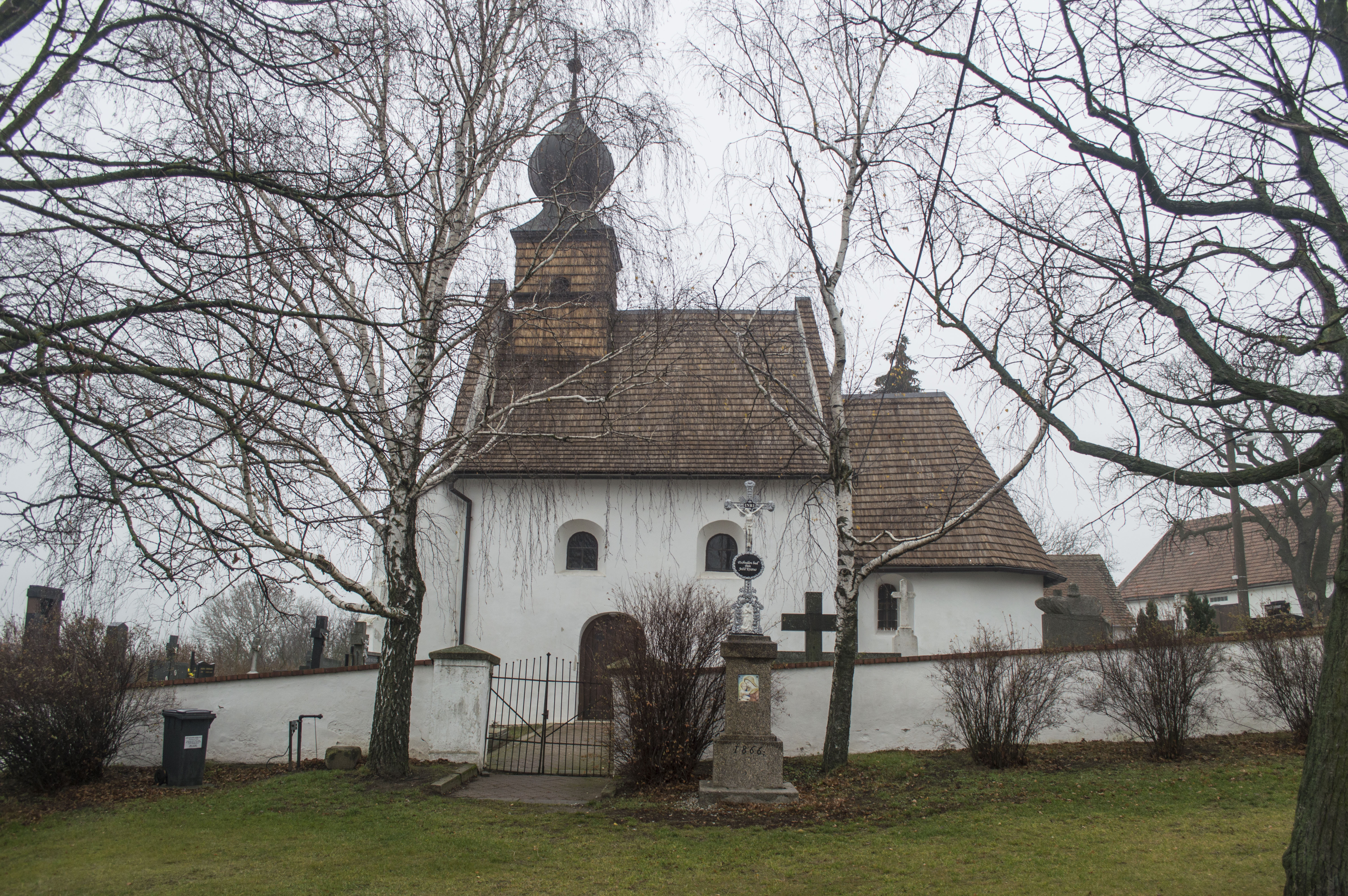
Pohled z jihu
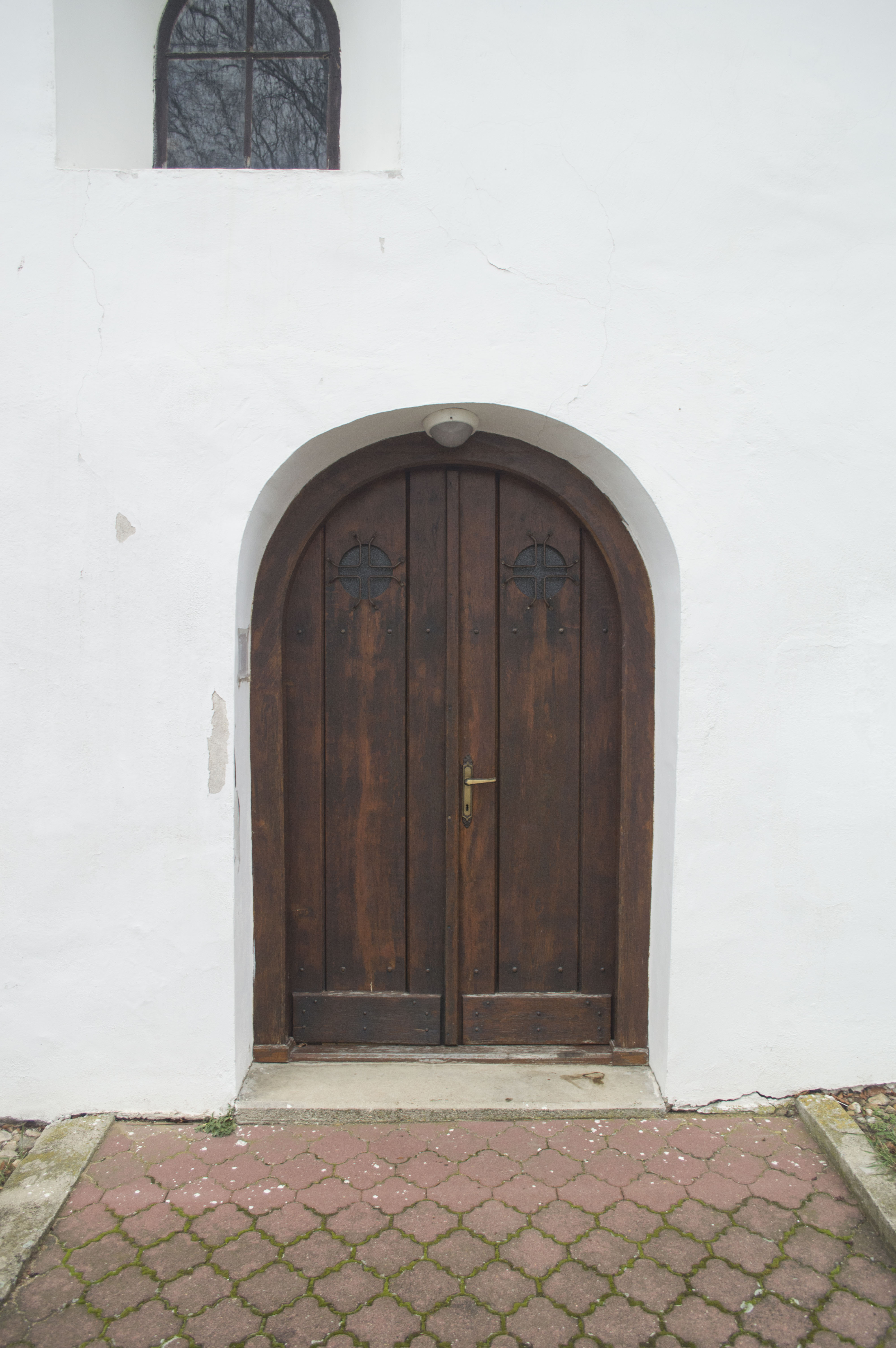
Vstup do kostela
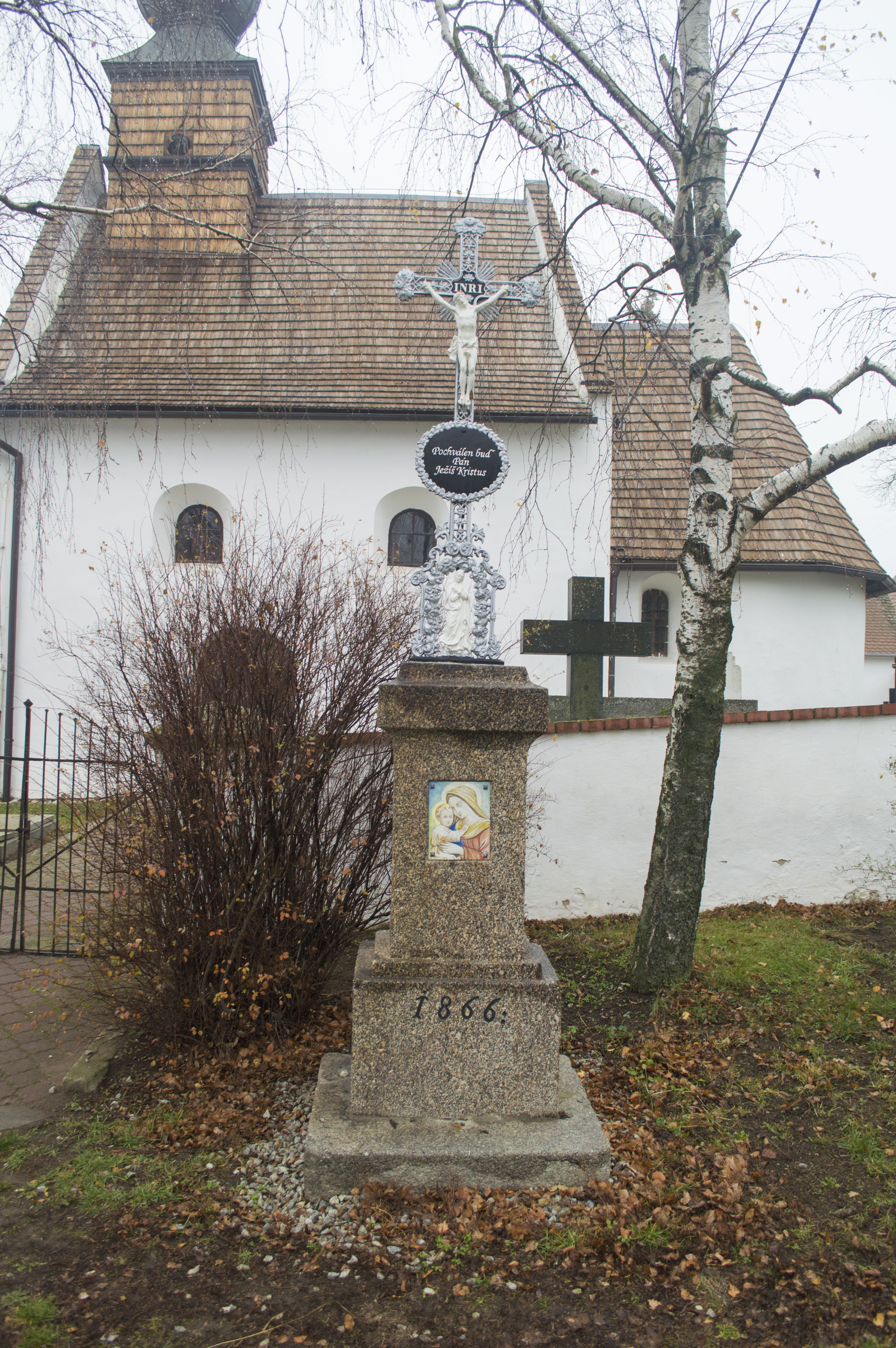
Kříž u brány hřbitova
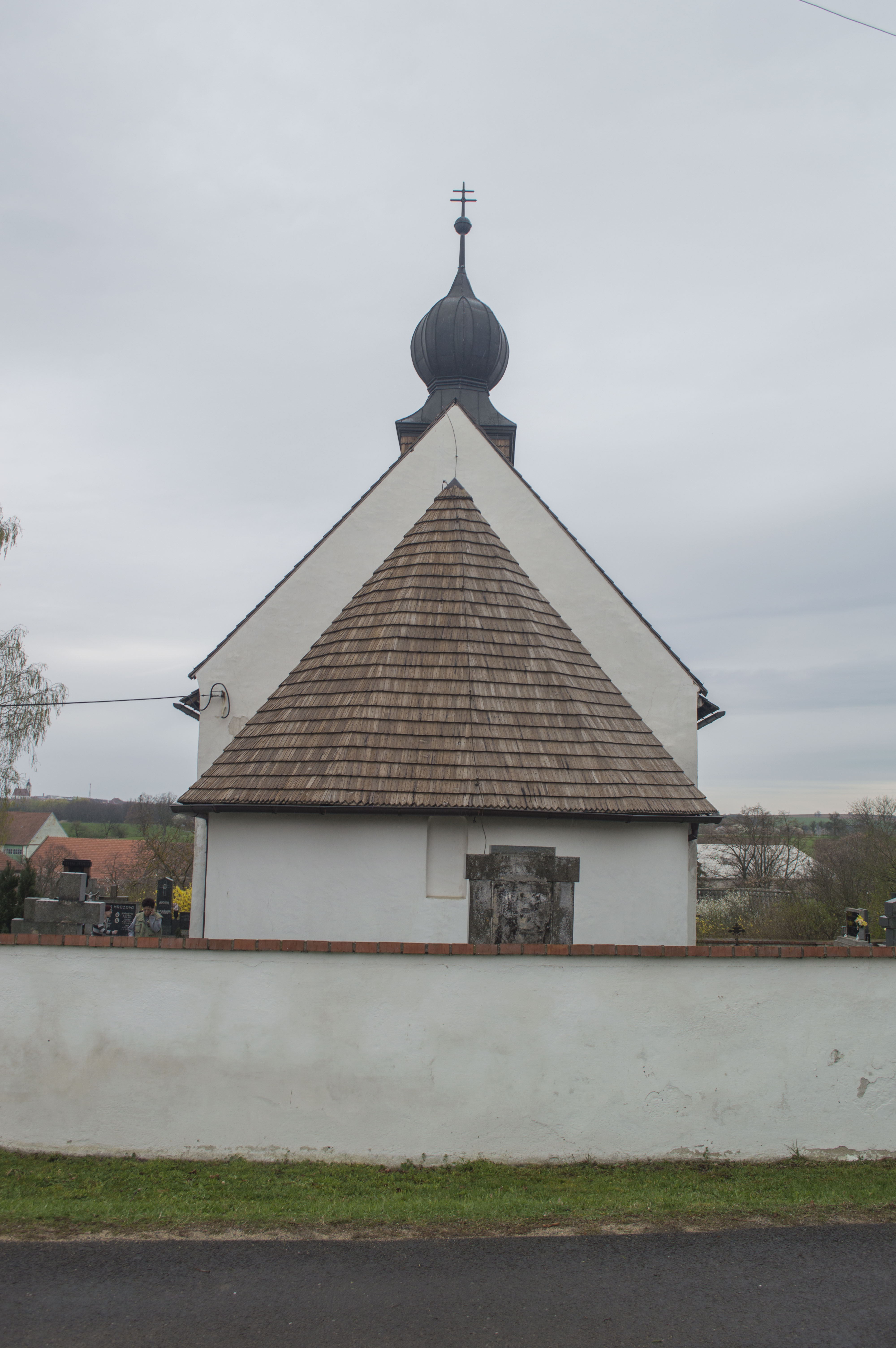
Pohled z východu
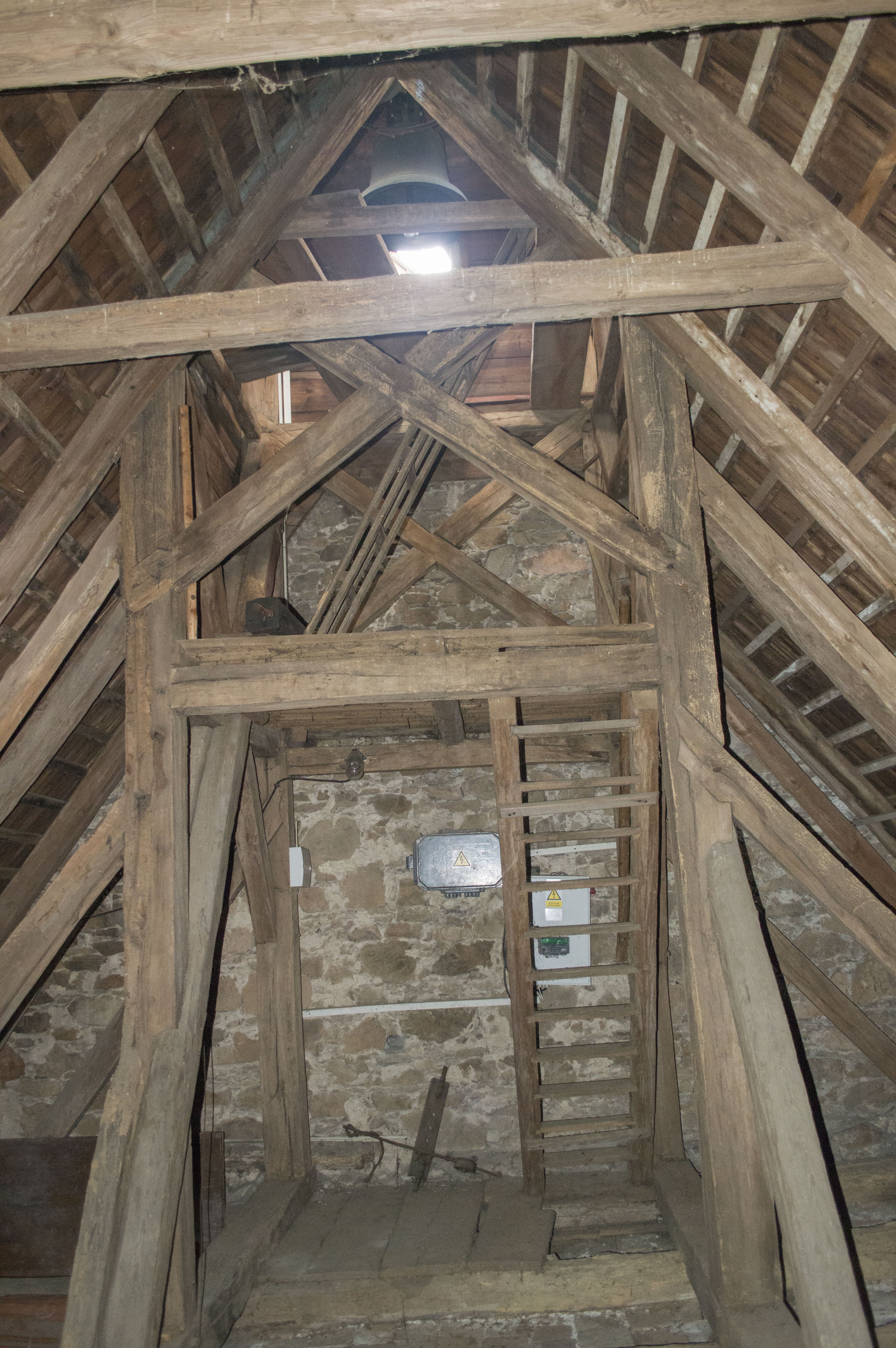
Podkroví

### Interiér
Loď kostela kryje prkenný strop, presbytář a apsidu kryje klenba, nejspíše upravovaná v 17. století. Uvnitř kostela se nachází kůr s harmoniem, lavice a barokní hlavní oltář s kazatelnou, nejspíše z druhé poloviny 17. století, které byly několikrát v historii upravovány. Oltář tvoří mensa posazená na zděném jádru z lomeného kamene patrně z 15. století, oblouk s tordovanými sloupy, uvnitř kterého je rámovaný obraz Všech svatých od neznámého autora. Oblouk se sloupy zdobí na vrcholu a po stranách zlaté akantové rozviliny.
Kazatelnu zdobí na severní straně polosochy čtyř evangelistů a anděla s desaterem. V rozích po bocích oltáře stojí na konzolách sochy Panny Marie s dvanácti hvězdami a svatého Josefa nejspíše z počátku 20. století, autorem může být Josef Krejčík. U vchodu se nachází vysoký kříž s Kristem. Na zdech visí obrázky s pašijemi. Pod kůrem je ve zdi renesanční kryptový kámen asi z roku 1617 od šlechtičny, která zemřela nejspíše při porodu, zřejmě jde o Elišku z Tavíkovic. V kostele totiž bývala hrobka pánů z Tavíkovic. Původně se kámen nacházel zvenčí po pravé straně vchodu.

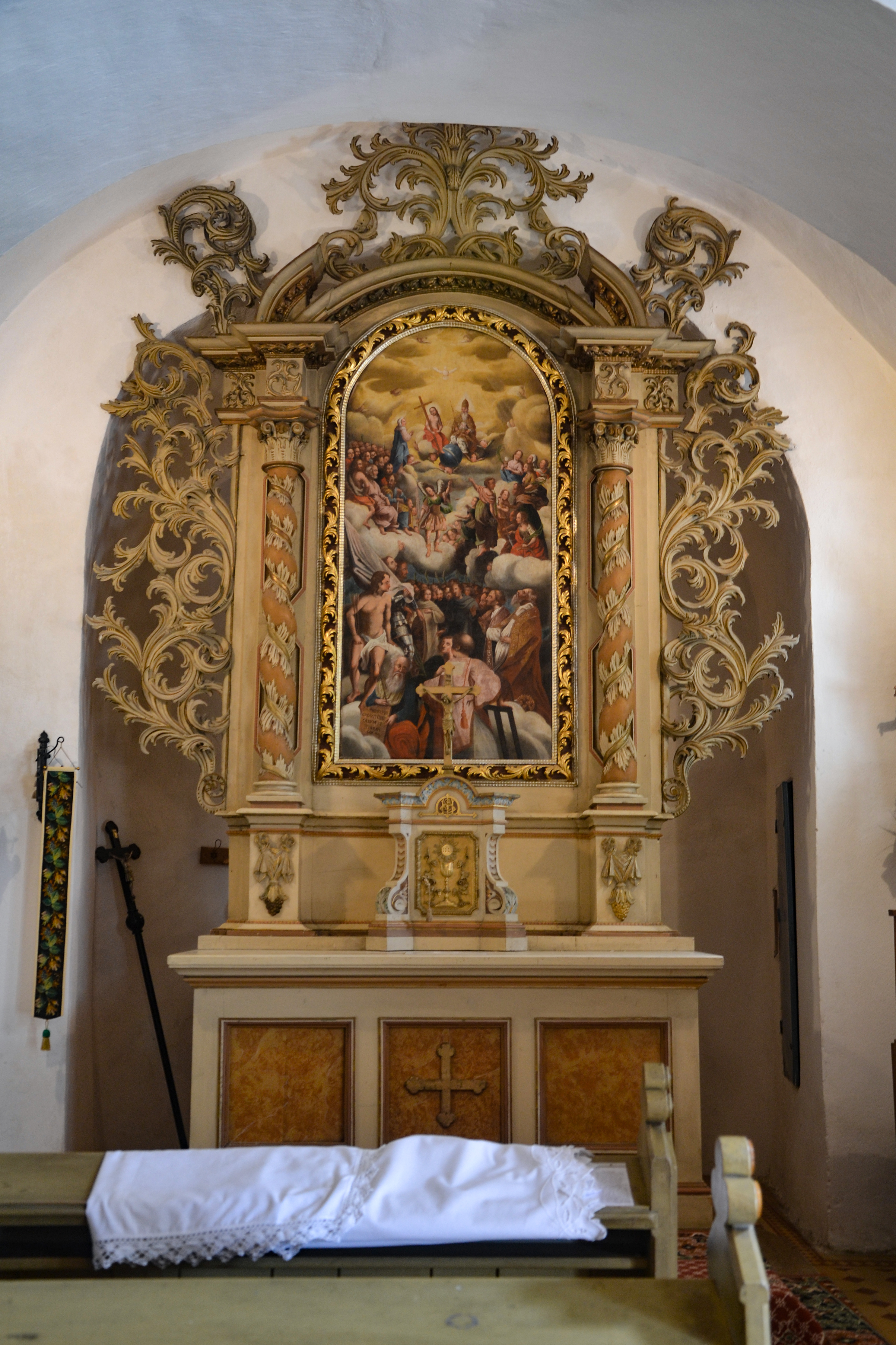
Oltář před restaurováním
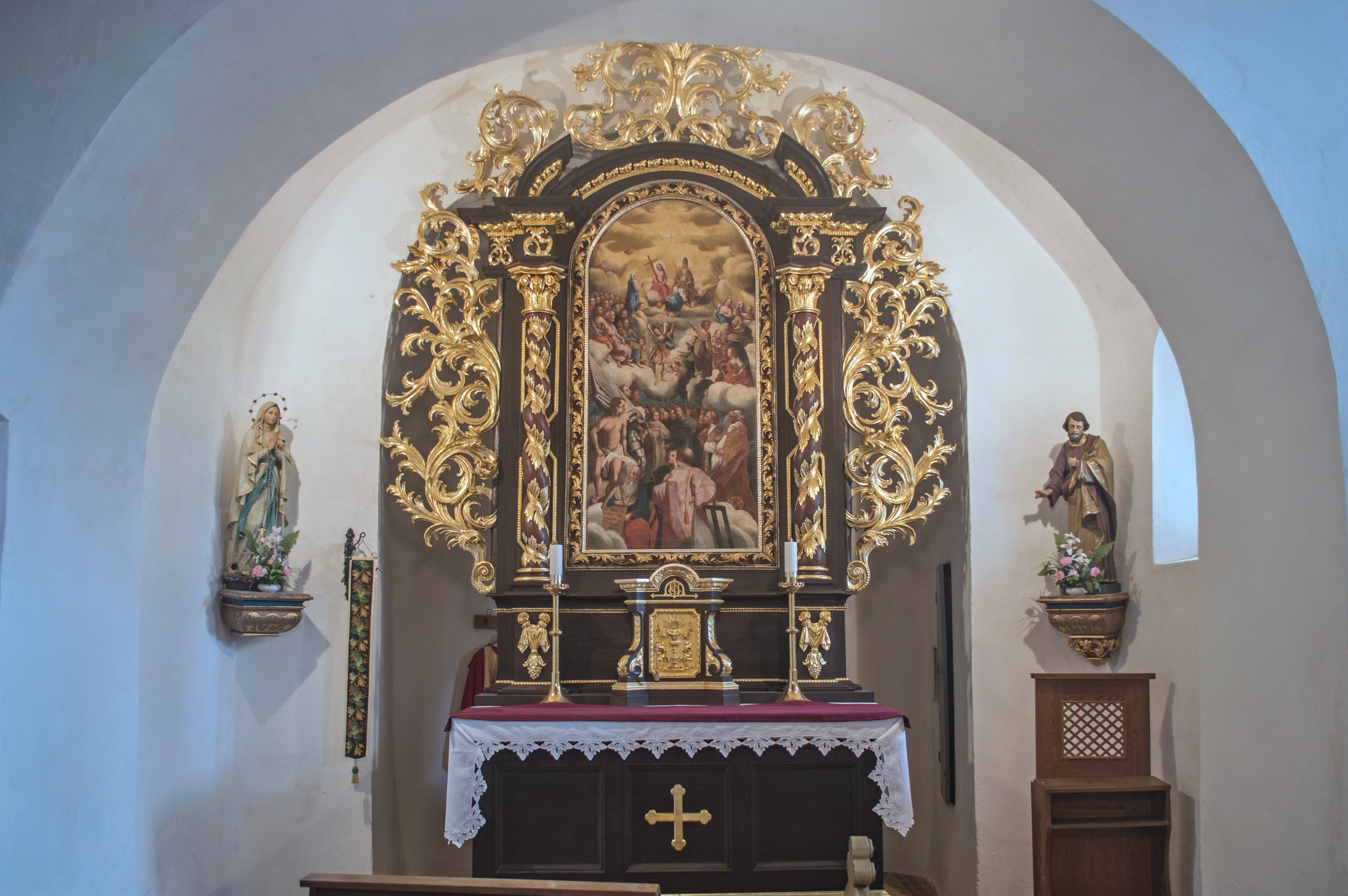
Oltář po restaurování
Obraz Všech svatých
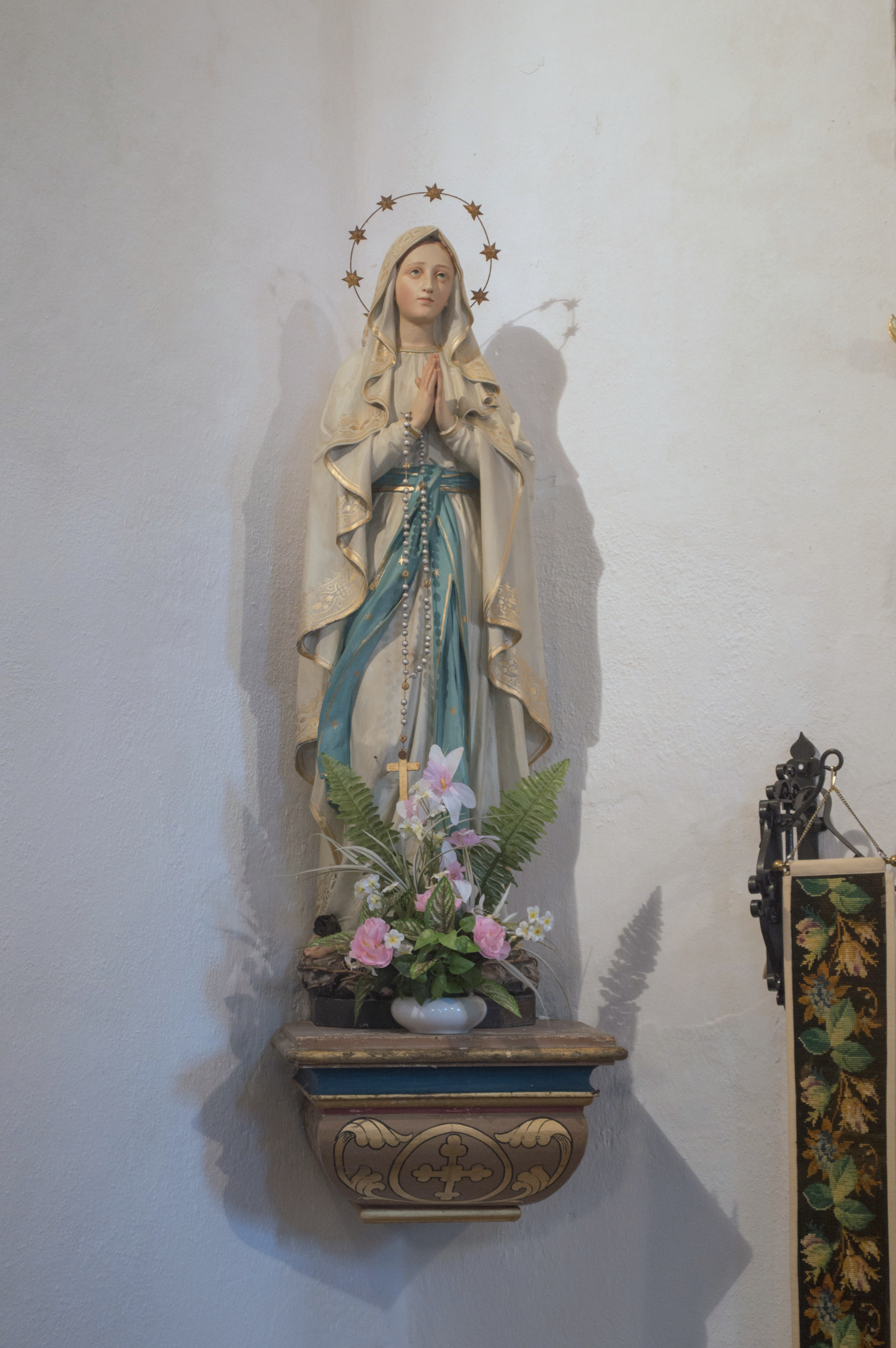
Socha Panny Marie
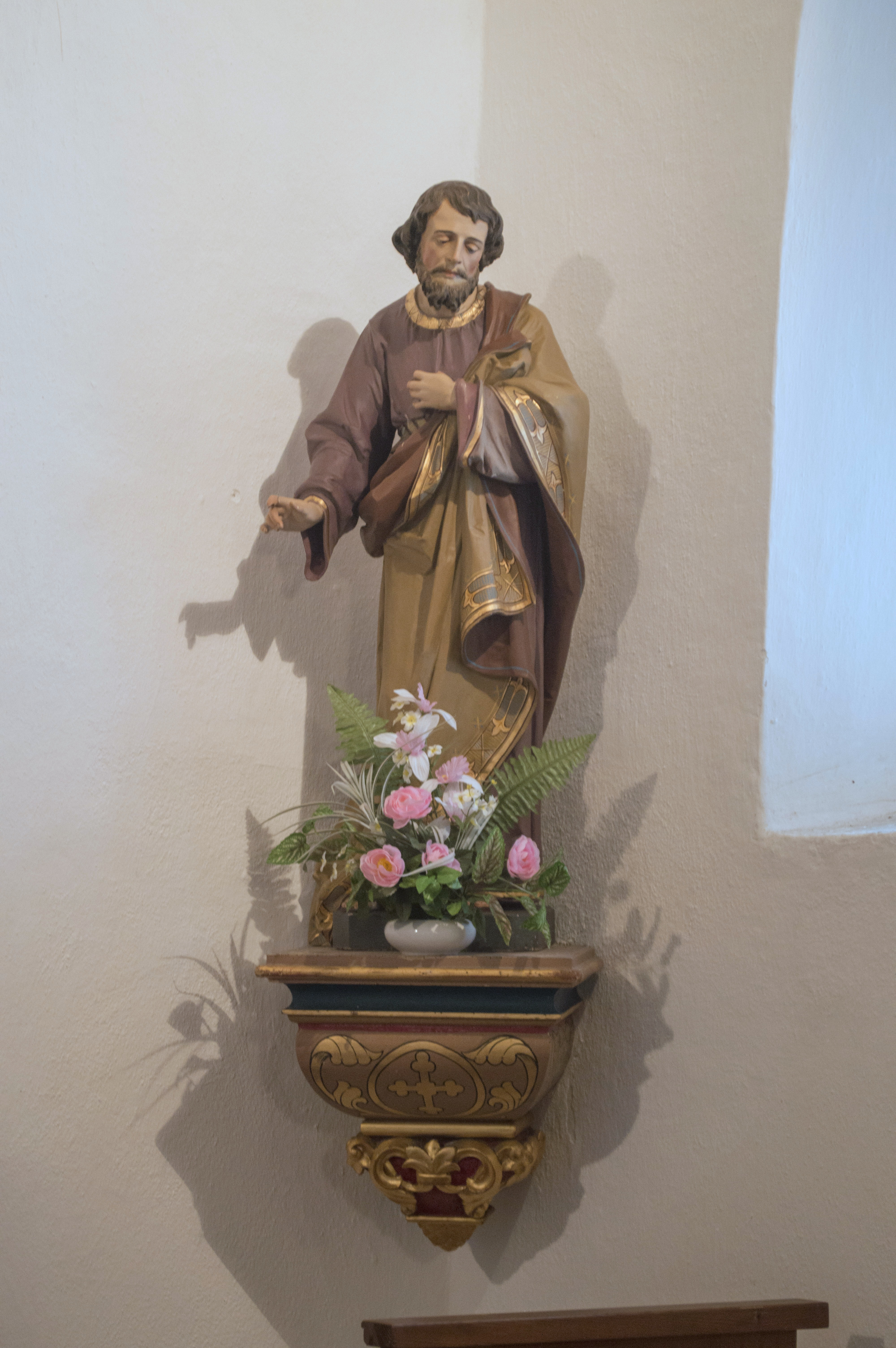
Socha sv. Josefa
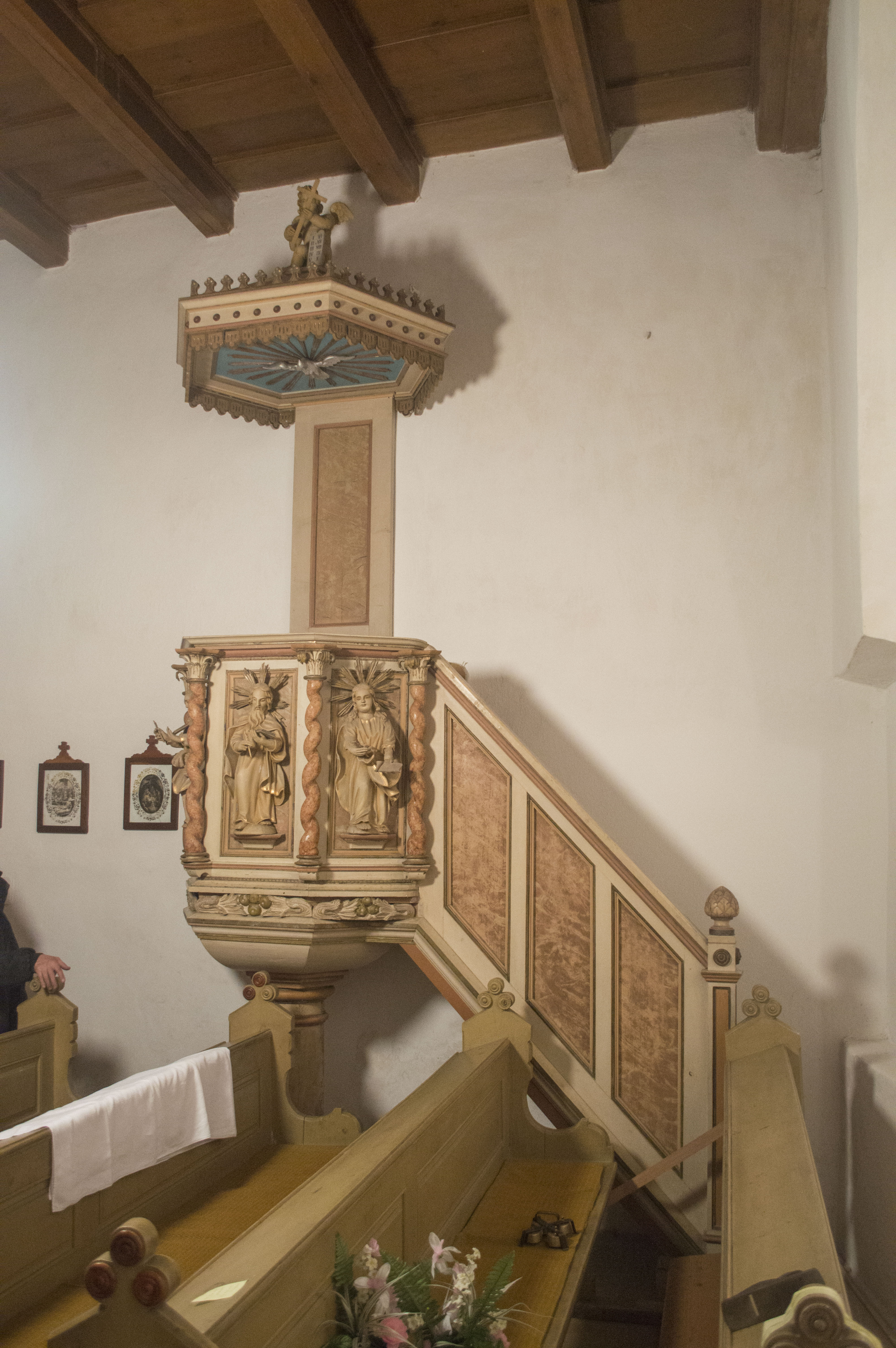
Kazatelna před restaurováním
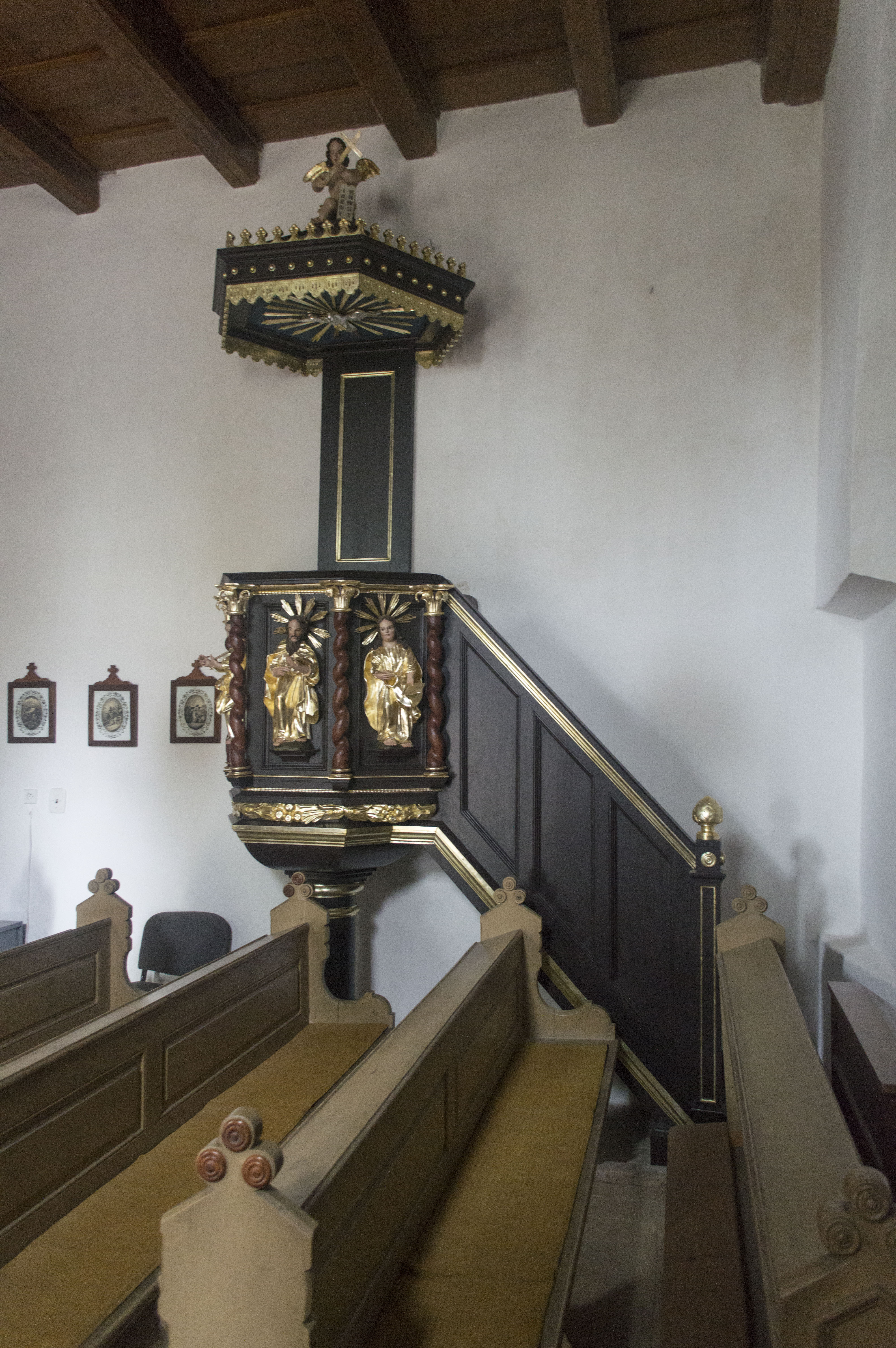
Kazatelna po restaurování
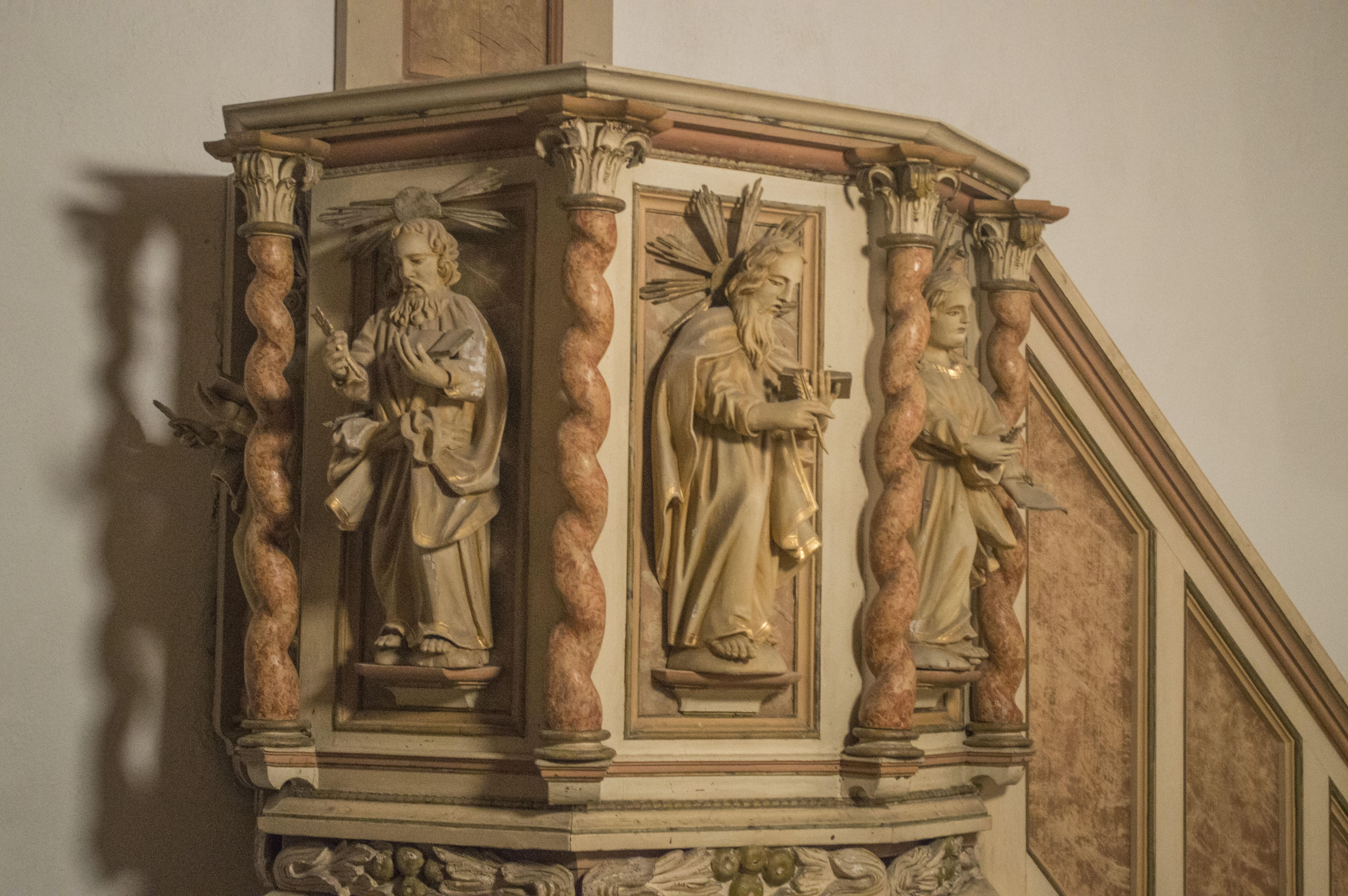
Detail kazatelny s evangelisty před restaurováním
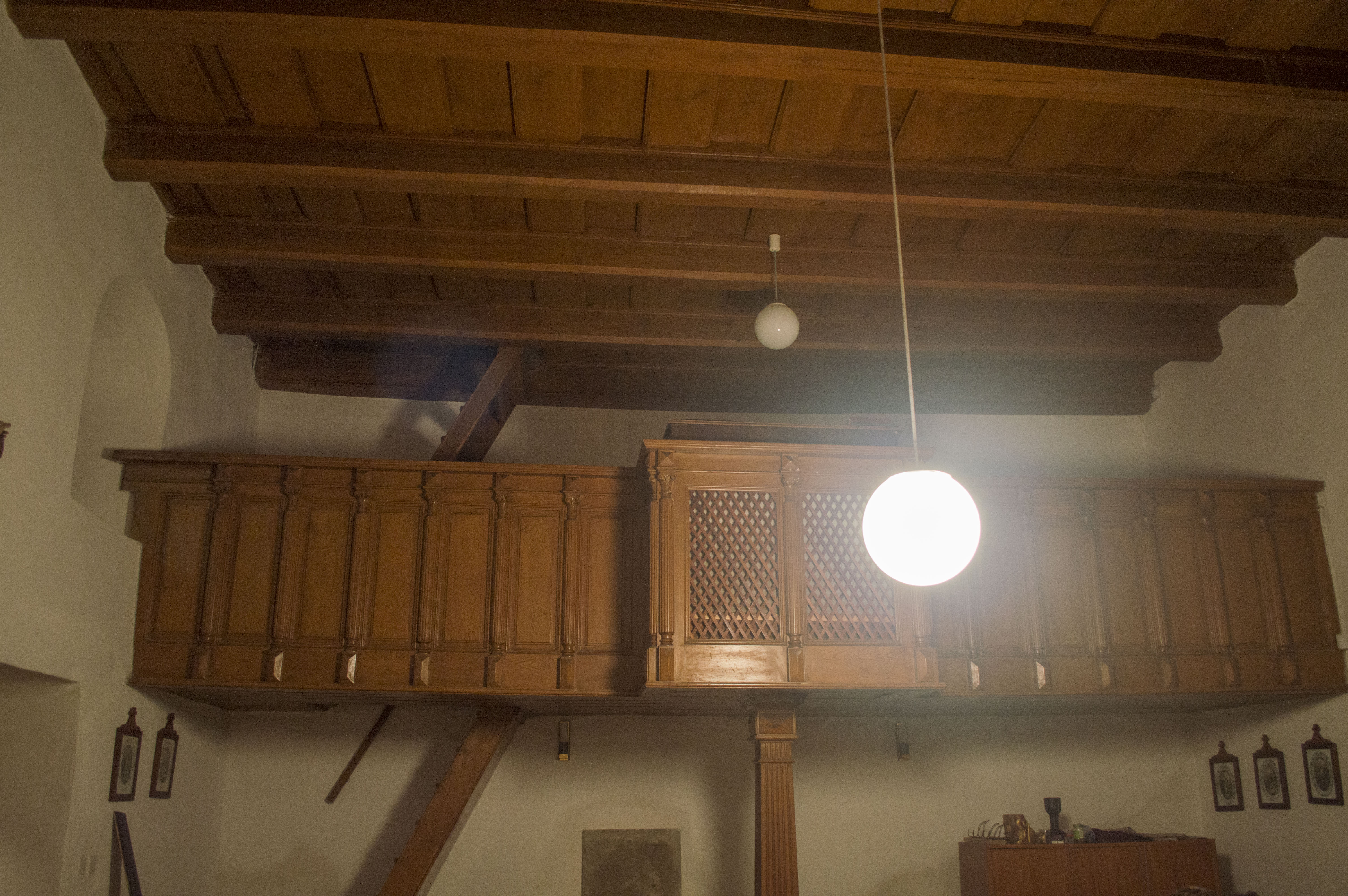
Kůr
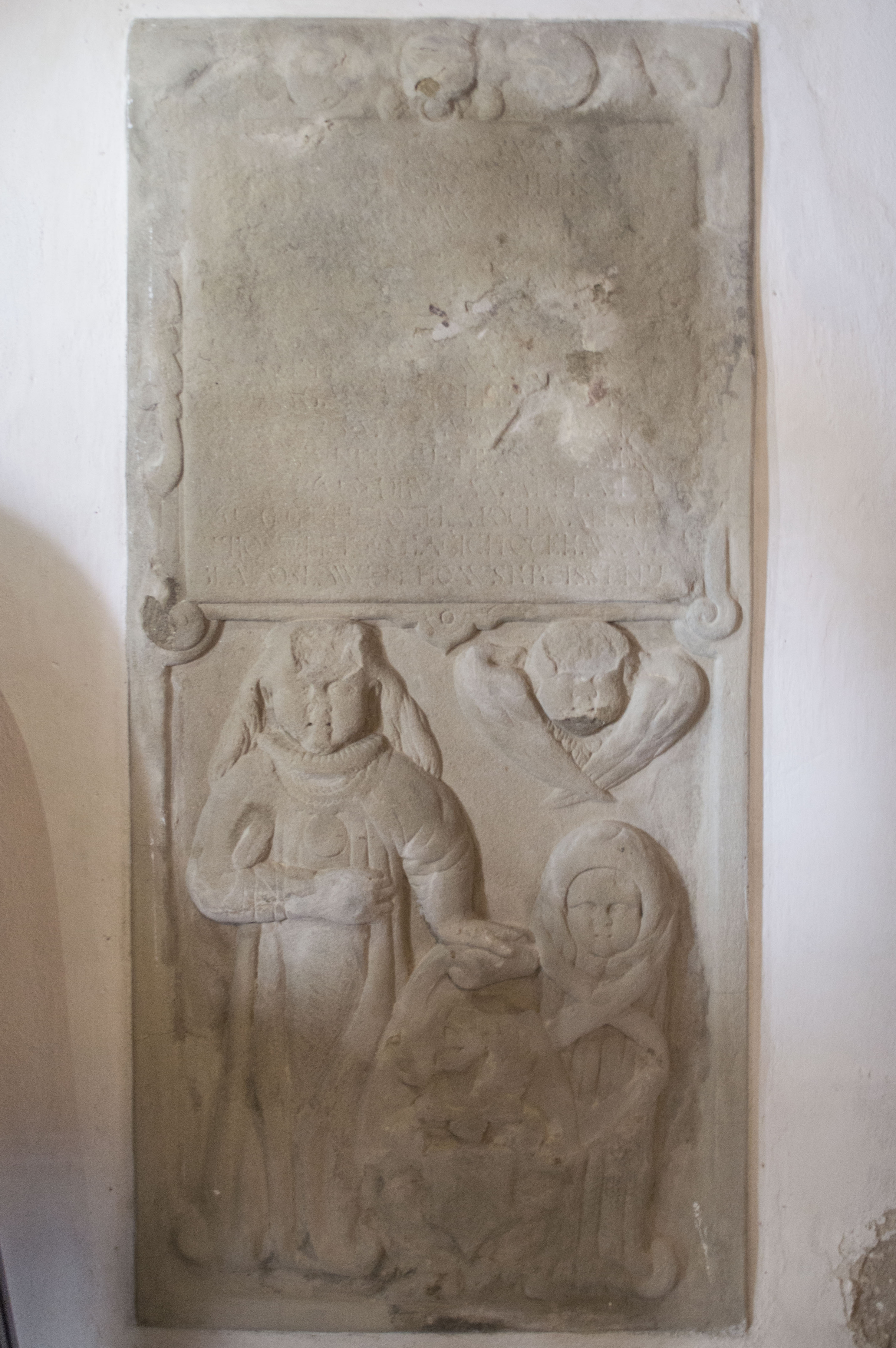
Renesanční náhrobek
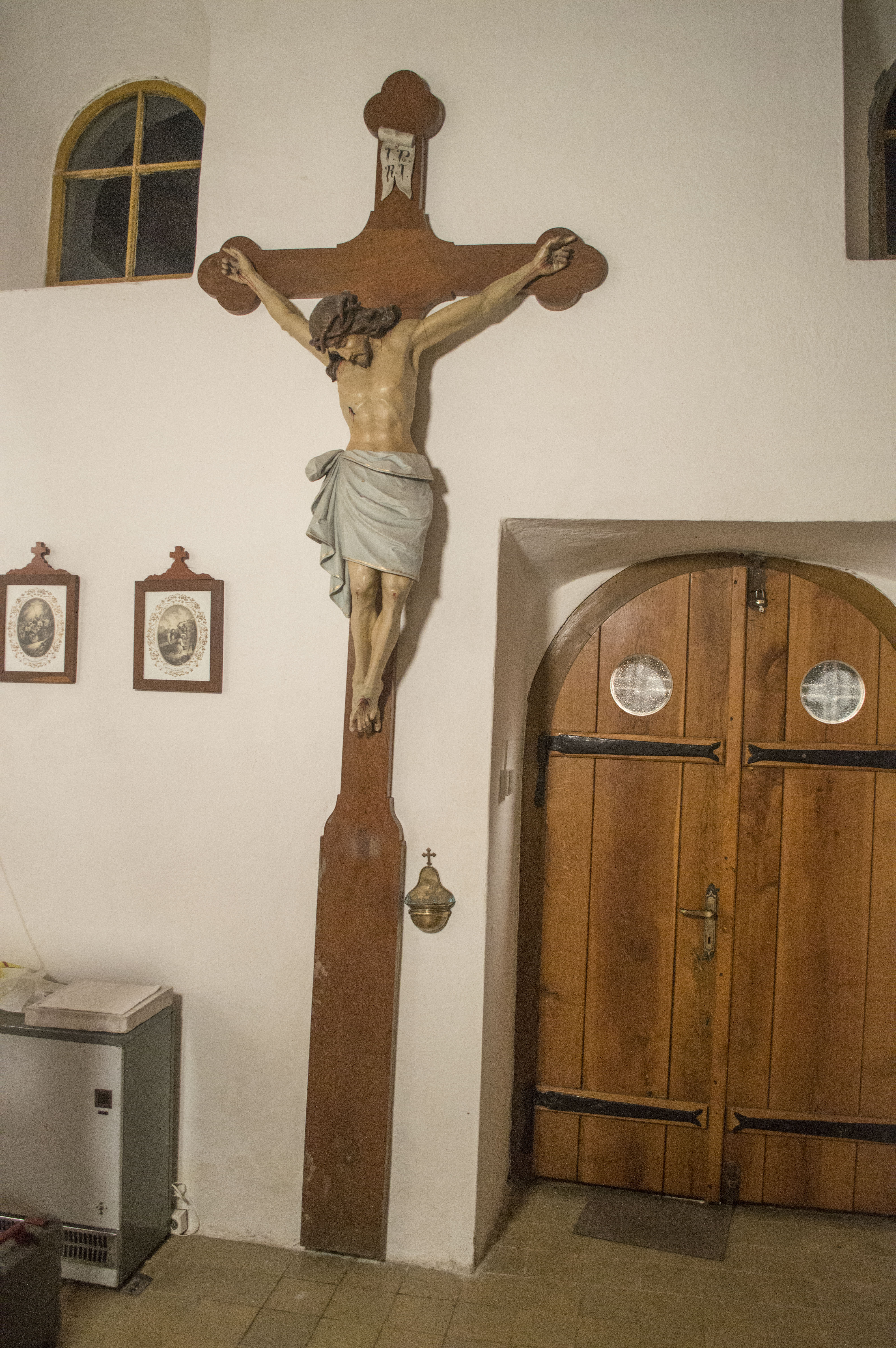
Kříž u vchodu

### Zvony
Ve věži se nachází dva zvony. Starší zvon pochází pravděpodobně z roku 1479 s nápisem a datací v gotické minuskule: „Tento zvon slit gest ke cti a chvale panu bohu ke všem svatym do Praskač léta božího MCCCCQXXIX“. Zvon má výšku 70 cm a spodní průměr 72 cm, průměr ramena je 42 cm, koruna je vysoká 15 cm a široká 27 cm, výška zvonu od ramena k lemu je 55 cm. Dvojitě lemovaný nápis se na obvod ramena zvonu nevešel a pokračuje dále na krku zvonu, před nímž je reliéf erbu či vyobrazení Panny Marie s Ježíškem. Slova jsou průběžně dělena rozetami, trojlisty a klikatou čárou. Datace na zvonu obsahuje chybu, znak po c je nejasný a vypadá jako ib či w, podle kampanologa Leoše Mlčáka může jít o q, tedy 50. Na koruně je značka výrobce y (J). Druhým menším zvonem je „Svatý Josef“. Na jeho místě se nacházel původně zvon, který byl roku 1861 přelit a později zrekvírován během první světové války. Následně ho nahradil nový zvon požehnaný v srpnu roku 1923 na památku padlých, ten však také zrekvírovaly okupační úřady za druhé světové války. V roce 1994 byla uspořádána sbírka na nový zvon a elektrifikaci ovládání. Zvon „Svatý Josef“ posléze vyrobený v Brodku u Přerova, vážící 94 kg a laděný na tón G2, byl slavnostně požehnán 6. července 1996.

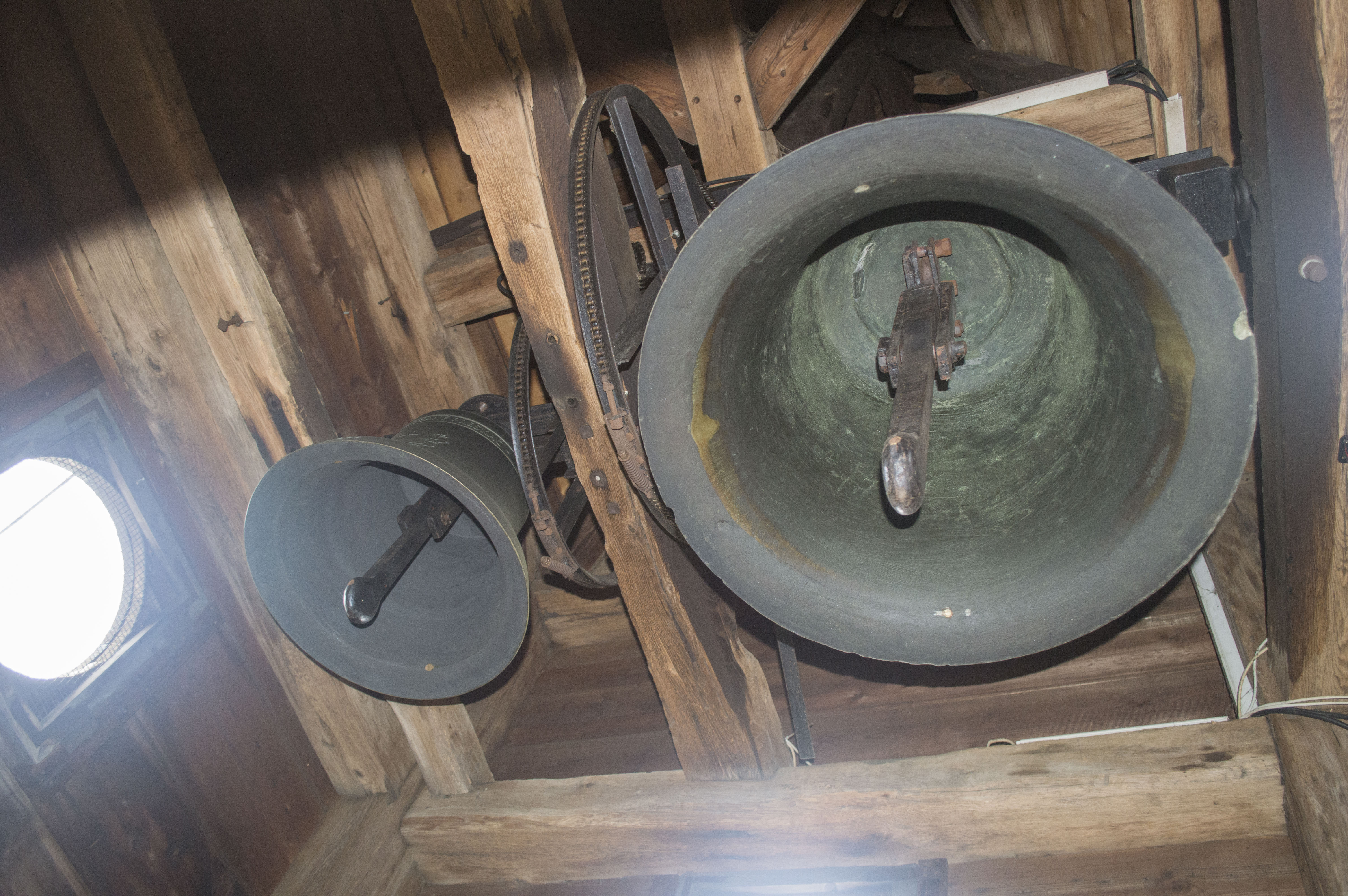
Pohled na zvony
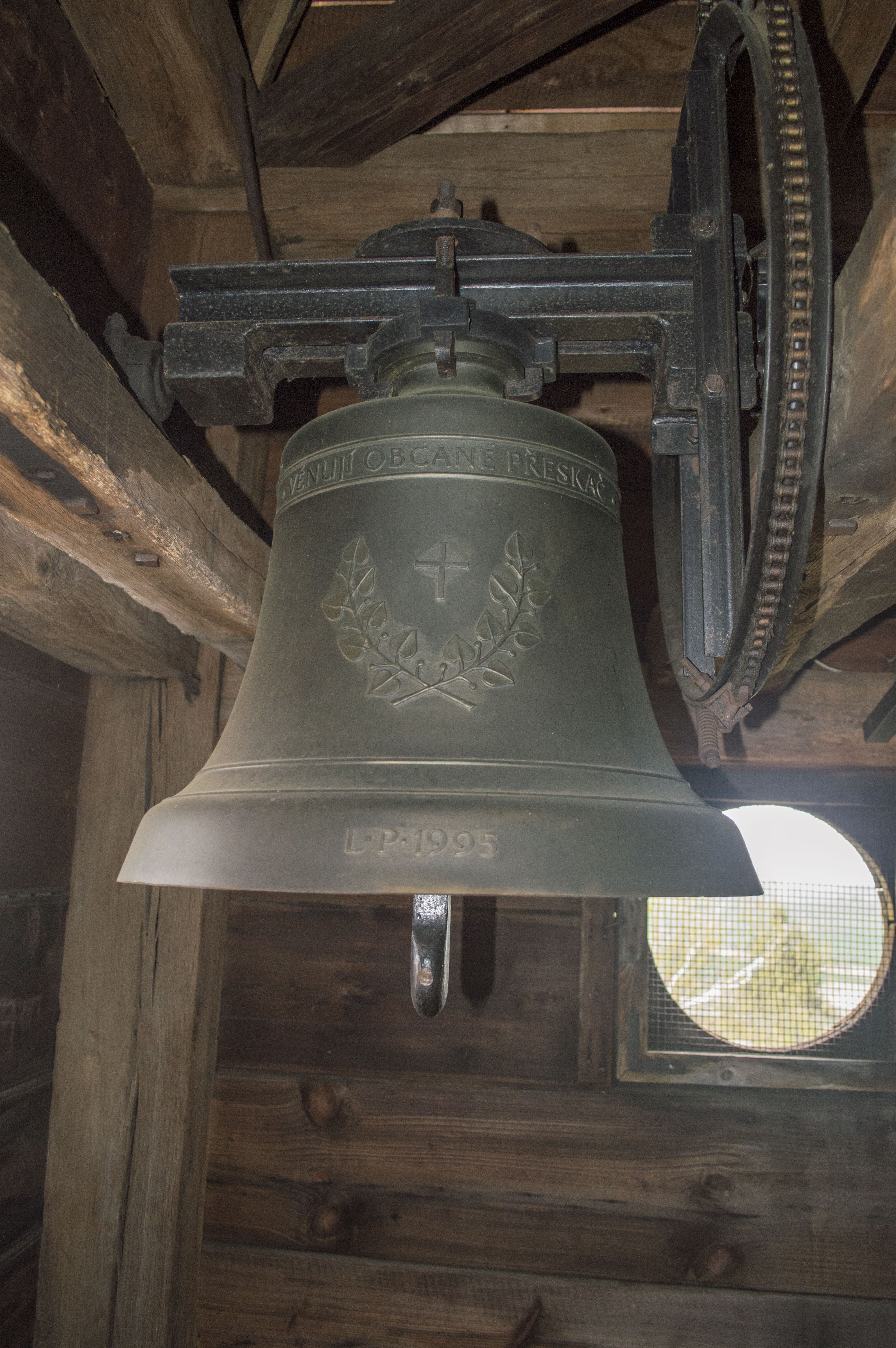
Zvon sv. Josef
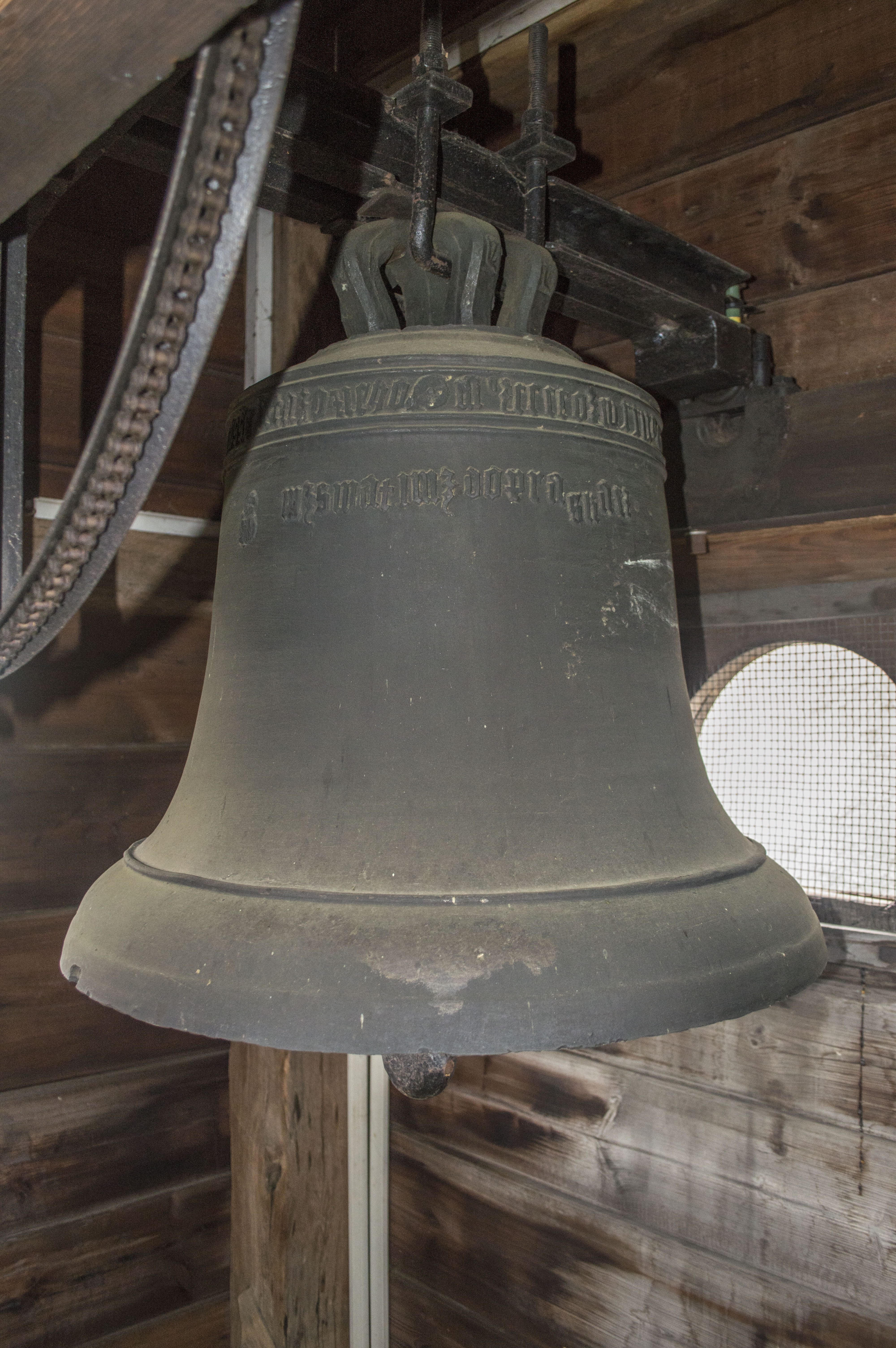
Zvon z roku 1479
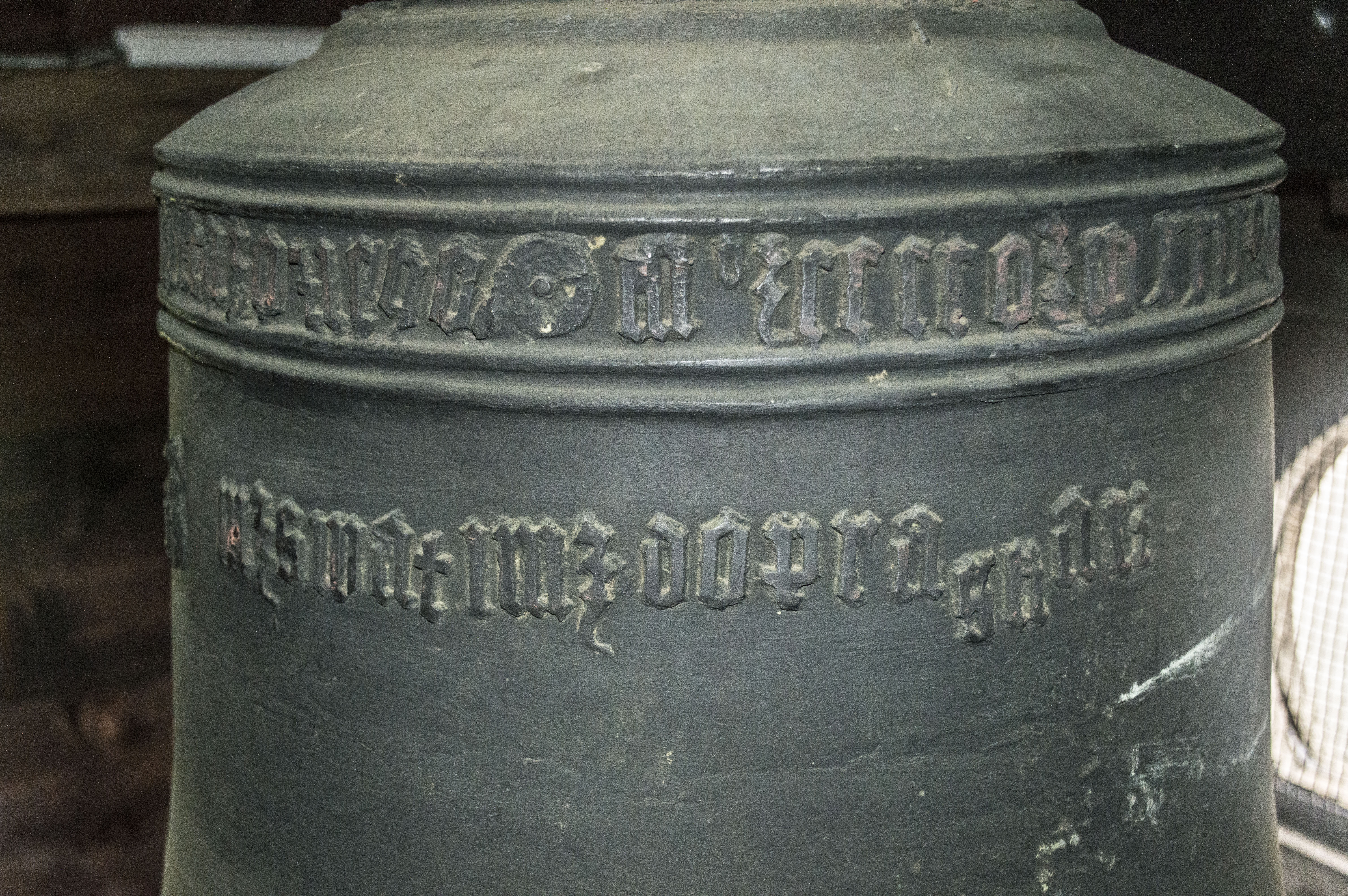
Nápis na zvonu
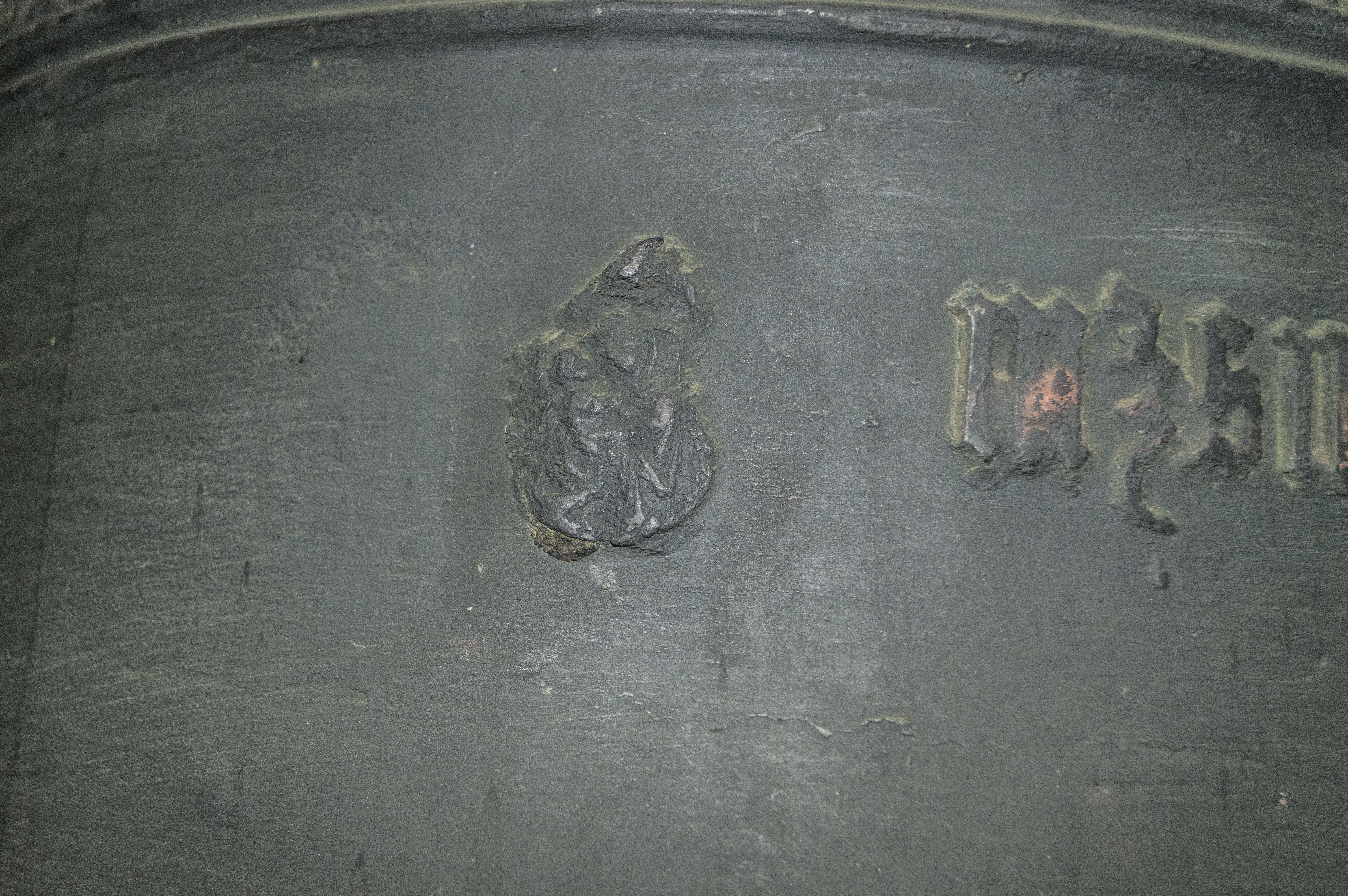
Detail erbu
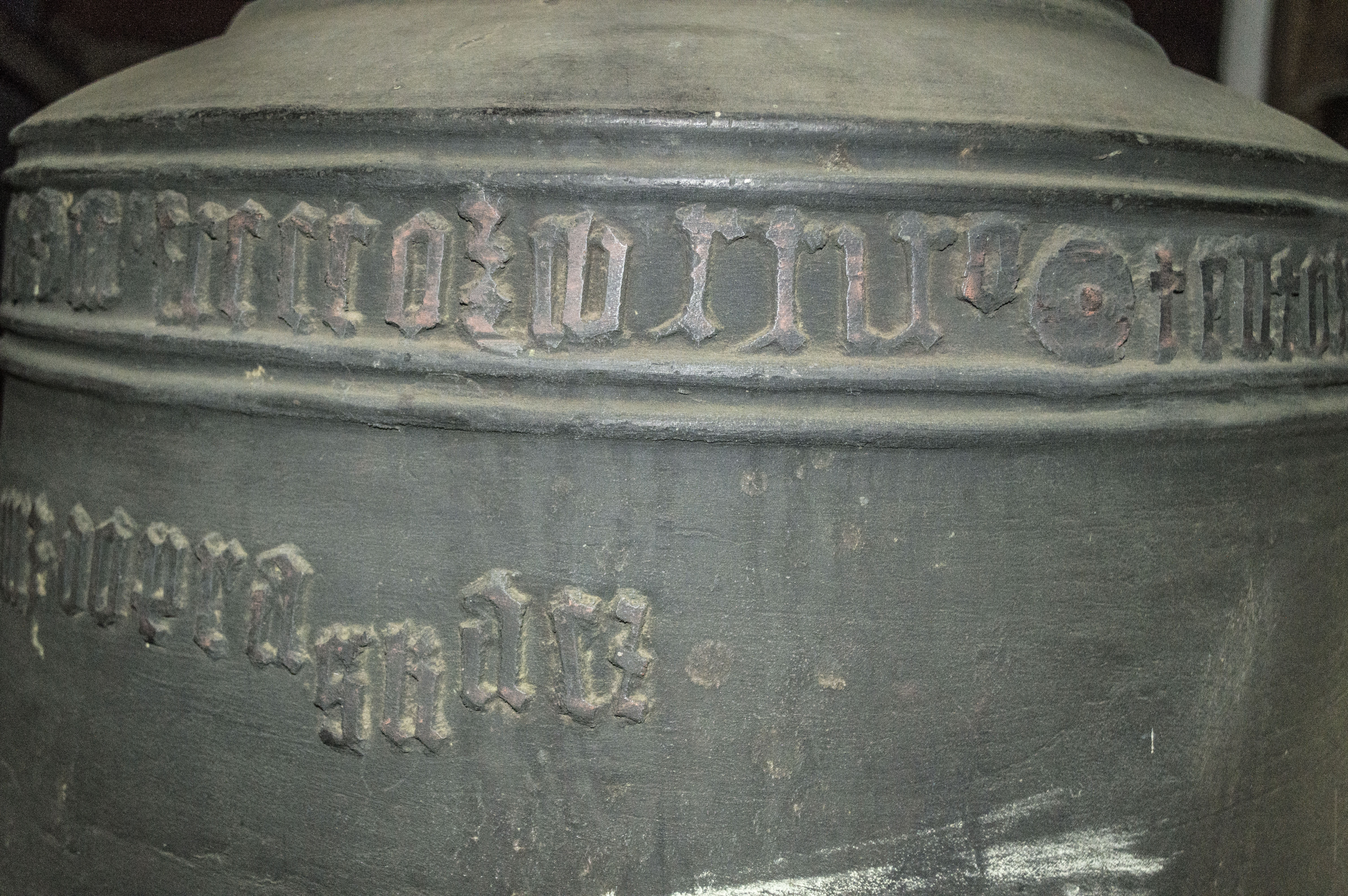
Detail datace zvonu
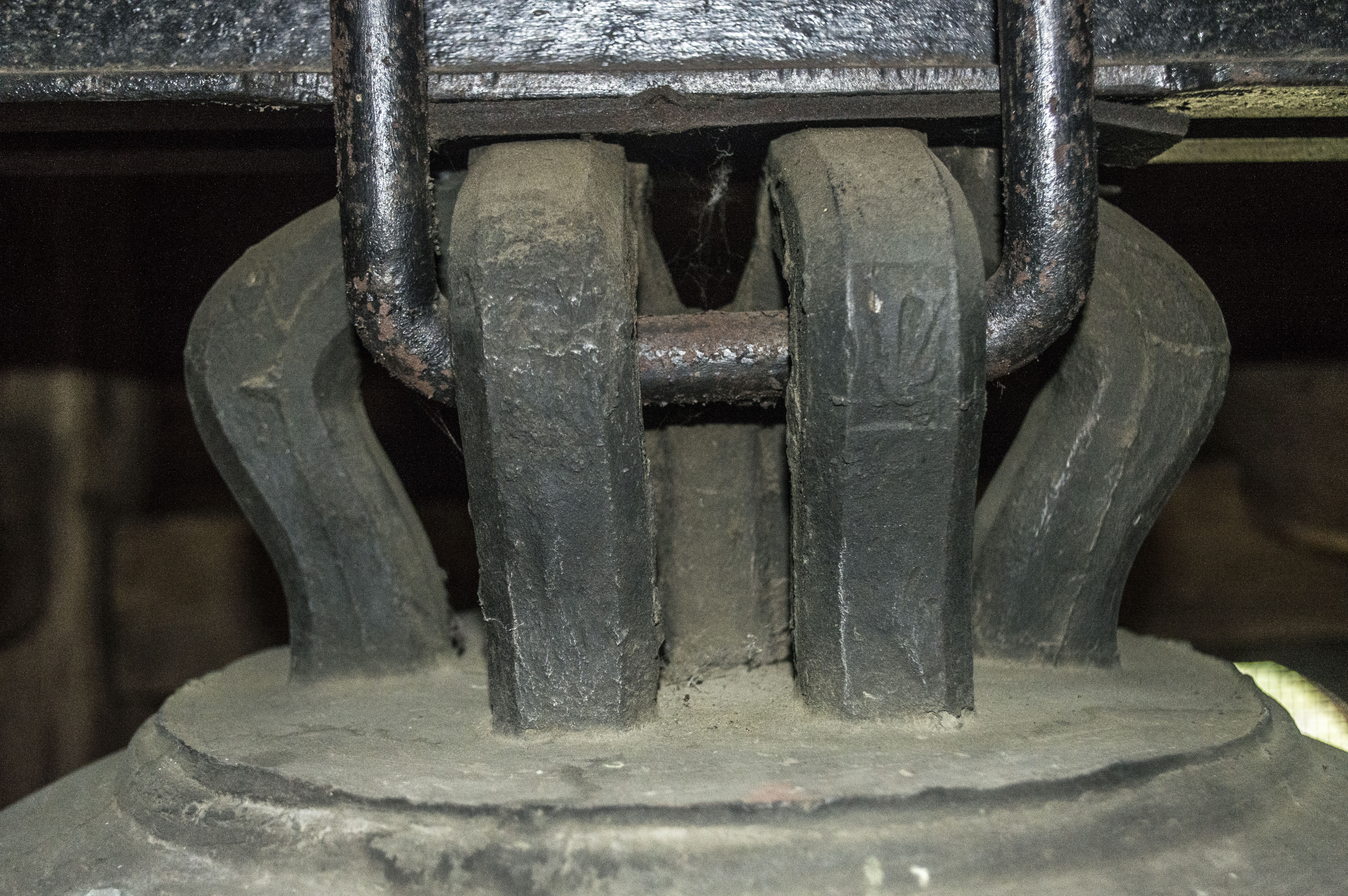
Koruna zvonu
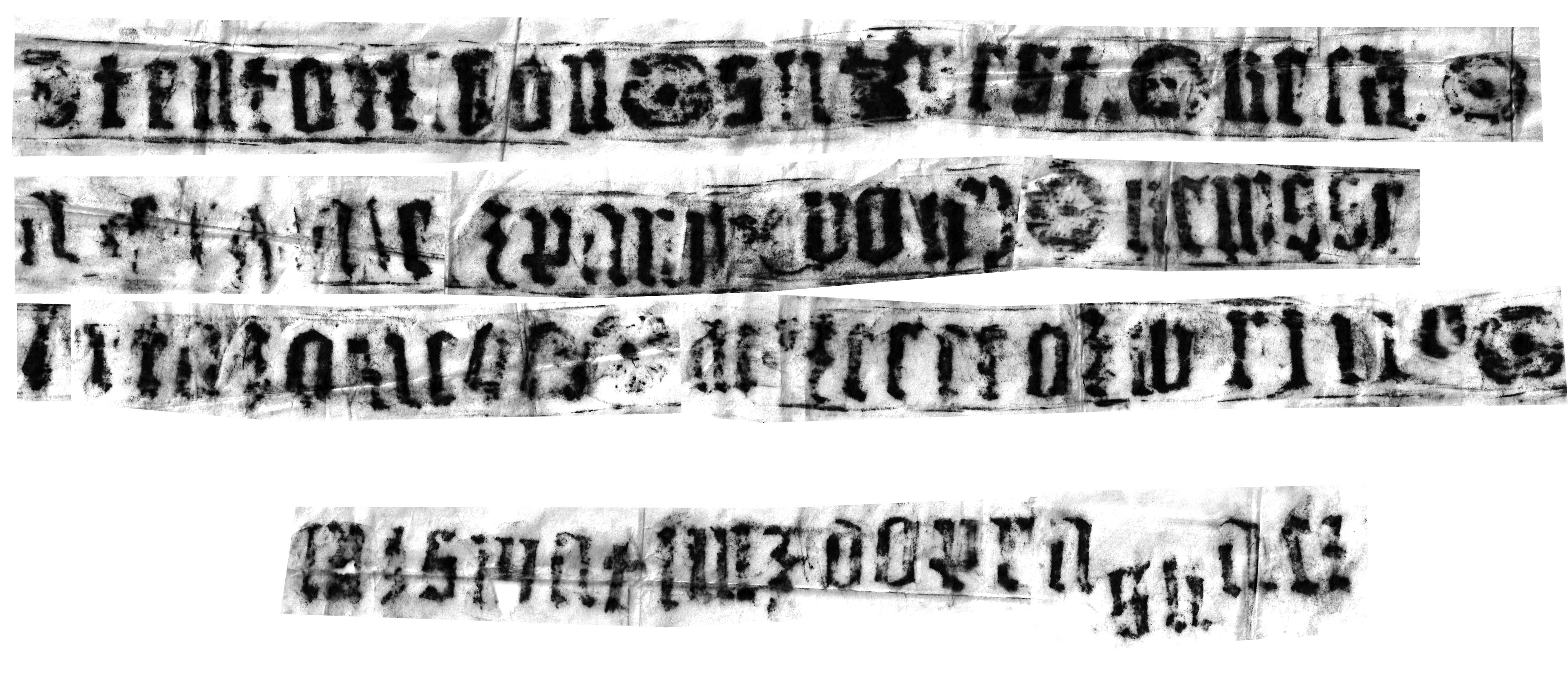
Otisk nápisu na zvonu

## Okolí kostela

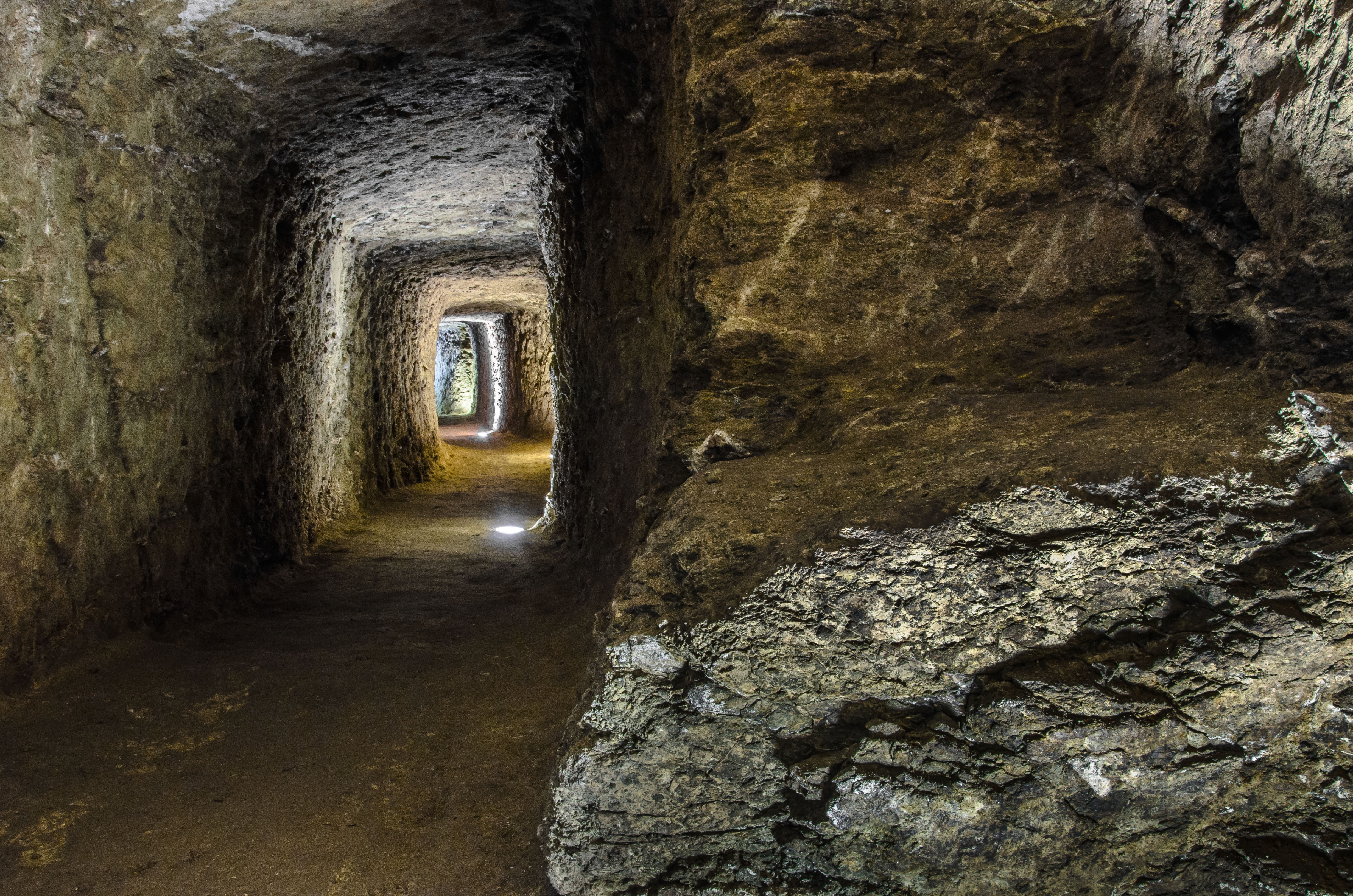
Přeskačské podzemí

Kostel stojí ve vyvýšené části obce s několika stromy, která původně nebyla zastavěna. Kolem kostela je obdélníkový hřbitov obehnaný zdí s márnicí v severovýchodním rohu. Před bránou ke kostelu je přívod vody a kříž z roku 1866, který byl postaven na připomínku prohry v prusko-rakouské válce. Blízko kostela se nachází budova vchodu do Přeskačského podzemí, které bylo objeveno roku 2004, a několik stodol. Nedaleko je obecní úřad.

### Hřbitov
Na hřbitově se nachází běžné kamenné hroby s kříži, včetně kovových křížů. Tento hřbitov byl využíván až do 18. století také občany Tavíkovic. Kostel byl také označován za pouhou hřbitovní kapli, která sloužila nejspíše rodu Tavíkovických, který zde měl kryptu.

## Farnost
Přeskačský kostel byl z počátku farní, náležející ke znojemskému arcijáhenství, až do roku 1629. Tato farnost sloužila Tavíkovicím a Medlicím. Roku 1600 je však uváděn de iure jako filiální, dle vizitační zprávy z roku 1657 filiální k Běhařovicím, což je i dnes. Budova fary se podle pověsti do konce třicetileté války nacházela v domě č. 10 (dnes 22), která dnes slouží jako obytný dům.

### Bohoslužby
Podle korespondence s biskupskou konzistoří se bohoslužby konají v Přeskačích příležitostně již od 17. století.  Přeskače nebyly filiální k Běhařovicím, takže farář neměl povinnosti sloužit mše. V roce 1830 žádali občané aby byla v opraveném kostele sloužena mše na svátek Všech svatých a na Dušičky, avšak tehdejší farář běhařovický Jiří Skluna se odvolával protokolem z roku 1804, který říká (v překladu): „Jest mínění sice, že v Přeskačích od pradávna byla vlastní a samostatná fara, avšak přece od nepamětných dob desátky přijímali páni z Tavíkovic a dosud z nevědomosti pokládán za filiální, avšak není, nýbrž byl určitě „kaplou Tavíkovickou“, poněvadž v ní není ani žádný deputát, ani příjem, ani desátek pro faráře.“ Farář vyhověl až po odevzdání kusu obecní louky do užívání a pšenice běhařovickému učiteli za obstarání zpěvu a hudby. Od této doby se v kostele konaly mše během těchto dvou svátků. Roku 1908 Pavel Huyn povolil mše i mimo svátek Všech svatých, pokud bohoslužby nebudou na újmu těch v Běhařovicích. Podle korespondence farář žádal o povolení zde sloužit minimálně od roku 1794 do roku 1952. Nyní se bohoslužby slouží zřídka, avšak pravidelně v první sobotu v měsíci a během svátku Všech svatých, na sv. Štěpána a na Velikonoční pondělí.